# Чужак в чужой стране
«Чужа́к в чужо́й стране́» (англ. Stranger in a Strange Land, название также часто переводится на русский язык как «Чужак в стране чужой») — фантастический философский роман Роберта Хайнлайна, удостоенный премии «Хьюго» в 1962 году. Первый научно-фантастический роман, вошедший в национальный список бестселлеров газеты Sunday New York Times. В 1987 году роман введён в «Зал славы» премии «Прометей». Одно из немногих фантастических произведений, в 2012 году включённых Библиотекой Конгресса в список книг, сформировавших Америку.
Сюжет содержит массу историко-философских аллюзий, являясь жизнеописанием Валентайна Майкла Смита, человека, воспитанного марсианами, вернувшегося на Землю и ставшего здесь новым мессией. Публикация романа вызвала скандал, связанный со слишком вольным, по нормам тогдашней цензуры, изображением сексуальной жизни и религии.
До 1991 года в США роман выходил в урезанном на 25 % по сравнению с рукописью виде. И сокращённый, и несокращённый варианты переводились на ряд европейских языков. Полный русский перевод вышел в 2017 году (перевод М. Пчелинцева был дополнен переводчицей А. Питчер).

## Сюжет
Имена и названия приводятся по переводу М. Пчелинцева и А. Питчер
Роман включает пять частей, имеющих собственные названия. Части разделены на главы, имеющие непрерывную нумерацию, всего их 39.

### Его порочное происхождение (Главы 1—8)
Валентайн Майкл Смит родился в команде исследовательского корабля «Посланец», направленного на Марс примерно через восемь лет после основания поселения на Луне. Команда включала четыре семейные пары, подобранные с точки зрения профессионализма и личной совместимости, в том числе с элементами договорного брака. Последнее сообщение с «Посланца» гласило, что ожидается посадка: планета оказалась обитаемой. Марсиане представляют собой существ, ничем не напоминающих землян. У них нет пола, на протяжении жизненного цикла марсиане метаморфируют в три разных жизненных формы. «Дети»-нимфы привольно резвятся и рождают себе подобных, флегматичные взрослые гиганты-марсиане заботятся о своей планете и изощряют духовность, объединяясь в «гнёзда», пока не перерождаются в Стариков — нематериальную форму жизни, имеющую почти божественные возможности. Когда-то они разрушили пятую планету — Фаэтон, хотя и сохранили в бестелесном виде её обитателей, дабы «холить и лелеять» их культурные достижения. Спустя двадцать пять лет после исчезновения «Посланца» Земная Федерация направила на Красную планету корабль «Чемпион», передавший, что обломки первого корабля найдены, найден и единственный выживший. Оказалось, что капитан Брант вступил в связь с женой врача и биолога Смита, который после рождения ребёнка убил жену, капитана и себя; судьба остальных членов экспедиции неясна. Команда «Чемпиона» состоит исключительно из мужчин, контактом с марсианами занялись капитан ван Тромп и лингвист-семантик доктор Махмуд.
Привезённый командой «Чемпиона» на Землю, Валентайн испытывает физический и духовный шок. Он непривычен к земному тяготению, не выносит грубости землян и не понимает их обычаев и языка. Когда ему становится совсем плохо, Смит сворачивается в позу эмбриона и впадает в обратимую кататонию. Земля изображается Хайнлайном сатирически, как гиперболизированное общество потребления начала 1960-х годов. Завеса секретности вокруг человека с Марса вызвала случайность: медсестра Джиллиан Бордман (Джилл) настолько раззадорилась, что даже персоналу не позволяют посмотреть на Майкла, что находит способ проникнуть в его палату. Она предложила Смиту стакан воды, сама не понимая, что стала его «собратом по воде» — первым на Земле. На Марсе, где воды почти нет, связь водных братьев сродни семейной; такой ритуал проделали капитан ван Тромп и Махмуд. Бойфрендом Джилл является журналист Бен Какстон, одержимый идеей раскрыть заговор правительства, скрывающего Валентайна Смита, и он хочет к нему подобраться. По телевидению тем временем показали фальшивого «человека с Марса» и Какстон при попытке разоблачения арестован спецслужбами. Джилл, беспокоясь за судьбу человеко-марсианина, вывозит Смита из больницы, при попытке их схватить Валентайн заставил агентов исчезнуть, перебросив их в иное измерение.

### Его несуразное наследство (главы 9—21)
Беглецов Джилл и Майка приютил сибарит и бонвиван — Джубал Харшоу, бакалавр юриспруденции, допущенный в Высокий суд, доктор медицины, доктор естественных наук и сочинитель макулатурной беллетристики. С Джубалом знаком Бен Какстон, что служит лучшей рекомендацией. Харшоу обитает в поместье в Поконских горах, где ему служат три секретарши — блондинка с абсолютной памятью Энн, брюнетка Доркас и рыжеволосая Мириам. Джубал избирает необычную тактику защиты: он провоцирует власти на активные действия. Полицейский десант топчет розарий Харшоу и врывается в его дом. Джубал ехидно рассуждает о системе «хлопальщиков», отделяющих простых смертных от власть имущих, и обращается к Бекки Визи (мадам Везант) — личном астрологе супруги Генерального секретаря Федерации Дугласа. Сам Дуглас лихорадочно пытается решить «проблему Майка» и соглашается с Джубалом, что нужно в закрытом режиме согласовать все принципиальные вопросы. Главная проблема коренится в том, что Майкл оказался наследником всех восьми членов команды «Посланца», что включает большие пакеты акций ведущих предприятий Земли и Луны. Более того, по земному праву первооткрывателя, Валентайн Майкл Смит является законным владельцем Марса, и Генеральный секретарь в первую очередь пытается заставить его подписать отказ от несуществующих прав. Джубал доводит ситуацию до полного абсурда, а потом предлагает считать Майкла послом марсианских Стариков. По ходу действия выясняется, что они действительно послали Смита, чтобы понять, представляет ли Земля опасность для вселенской гармонии. Харшоу достигает компромисса с властями, благодаря которому состояние Смита превышает все мыслимые размеры.

### Его эксцентричное воспитание (главы 22—29)
В поместье Харшоу Майкл начинает спокойно постигать разницу между земными и марсианскими обычаями. Особенно его заинтересовали земные религии, он сталкивается с могущественной сектой фостеритов, которые создали крайне эклектический культ, называя его «Церковью нового откровения». Епископ фостеритов и сенатор Федерации Дигби настаивает на личной встрече в фостеритской Скинии, во время которой Смит заставил его исчезнуть. Тогда же Майк узнаёт, что такое соитие и какую роль оно играет в жизни и культуре землян. Первая его половая партнёрша не называется, но все женщины в доме Джубала охотно делят с ним постель. Майк вводит марсианское понятие «гроканье», которое не переводимо на земные языки. Далее Майк озвучивает концепцию «Ты еси Бог» (англ. Thou Art God), которая распространяется на все живые существа и даже растения: «Это не благая весть, вселяющая радость и надежду. Это вызов — бесстрашное, безоговорочное принятие личной ответственности за всё». Джилл становится возлюбленной Майка, и он обнаруживает Бога в их отношениях.

### Его скандальная карьера (главы 30—33)
Освоившись, Майк покидает Джубала и путешествует с Джилл по Земле. Они присоединяются к бродячему цирку, где Смит обращает в своё учение татуированную заклинательницу змей Патрицию Пайвонскую, которая не покинула и церковь фостеритов. Понаблюдав за обезьянами в зоопарке Сан-Франциско, Майк впервые понимает суть общественных отношений человечества и осознаёт, что такое человеческий юмор и учится смеяться. Смит заявляет, что его предназначение — уничтожить страдание, и поступает в семинарию, откуда его изгоняют. Значительную часть текста занимает диалог Джубала и Бена Какстона, который посетил «гнездо» и пытается разобраться в своих чувствах к Джилл и соблазнителю-Майку и в конце концов избавляется от ревности и входит в коллектив-семью-церковь человека-марсианина.

### Его счастливая участь (главы 34—39)
Часть открывается диалогом Фостера и Дигби, из которого следует, что Старики на Марсе отпустили Майкла, предварительно выкачав из него всё, что «чужой птенец, взращённый ими и возвращённый в его естественную среду обитания», узнал о землянах.
На Земле Смит основывает на базе своего «гнезда» Церковь всех Миров, в которой приняты марсианские порядки. Строго говоря, это школа языка, хотя к ней и прилагается религиозная терминология для привлечения неофитов, отсев которых очень большой. Посвящённые изучают марсианский язык, составляют толковый словарь, и, овладевая марсианской духовностью, приобретают сверхчеловеческие качества (например, овладевают телепатией и телекинезом); степень восхождения зависит от степени усвоения языка. Всё кончается массовой истерией, развязанной фостеритами, так как многие из них переходят к Майку. Как только Джубал узнаёт, что церковь Смита сожжена, он немедленно приезжает в «гнездо», обитатели которого внешне безмятежны. Харшоу принимает полное посвящение, и Смит называет его отцом, говоря, что «Ждание закончилось». Далее Майк выходит к беснующейся толпе и растерзан ею. Трагедию транслируют телеканалы мира в прямом эфире. Члены ближнего круга Майка (включая Джубала) поедают его останки по марсианскому обычаю, чтобы грокнуть нового Прометея во всей полноте.
Действие романа завершается, когда архангел Фостер представляет ангелу Дигби нового шефа — архангела Майкла. Решение Стариков по третьей планете от Солнца всё ещё не вынесено, а Майк отодвигает на затылок свой нимб и принимается за работу.

## История создания и публикации

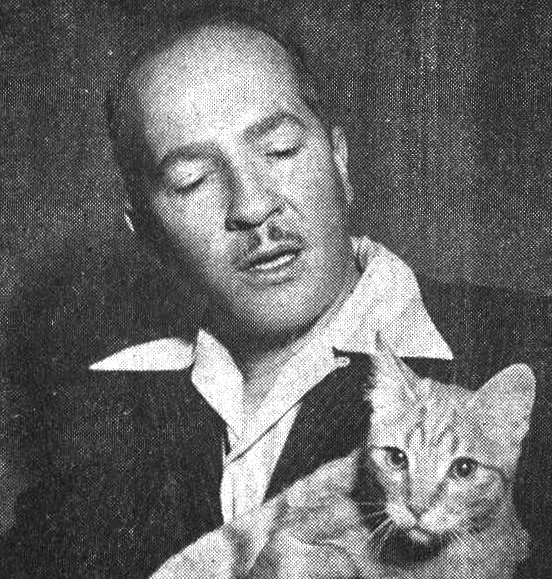
Хайнлайн в 1953 году

В ноябре 1948 года Роберт Хайнлайн, проживавший тогда в Колорадо-Спрингс, обратился к соседу, располагавшему любительской радиостанцией, чтобы быстро связаться с Джоном Кемпбеллом, главным своим работодателем, который проживал в Нью-Джерси и также увлекался радиолюбительством. Во время разговора они обсуждали тематику будущего выпуска журнала Astounding Science-Fiction, в котором должны были появиться все «великие» имена довоенного «Золотого века фантастики». Изначально это была мистификация, но Хайнлайн загорелся мыслью сделать мистификацию реальностью. В шуточном анонсе за ним закрепили рассказ «Бездна». В следующем, 1949 году, Кемпбелл действительно запустил номер, целиком посвящённый путешествиям во времени. Однако у самого Роберта Хайнлайна не оказалось сюжетных идей, а перспективный проект уже был продан продюсеру Джорджу Палу. Вдобавок, писатель был связан контрактом с издательством Scribner’s, которому должен был через два месяца сдать роман для юношества «Красная планета», после чего должен был отправиться на съёмки фильма «Место назначения — Луна», куда был нанят техническим консультантом. На помощь Хайнлайну пришла его жена Вирджиния, набросав несколько идей, пригодных для разворачивания сюжета. Роберту понравилась история о марсианском «маугли» наподобие киплинговского, поскольку её можно было реализовать в том же антураже, который использовался в «Красной планете». Условным названием замысла стало «Марсианин по имени Смит» (A Martian Named Smith), и он должен был развиться в сюжет о супермене. Вирджиния при этом заметила, что супермен должен лучше, быстрее и эффективнее мыслить, нежели обычный человек. В январе 1949 года Хайнлайн рискнул отправить предварительный синопсис Кемпбеллу, интересуясь коммерческими перспективами такого текста. «Бездна» в конце концов была написана, вдобавок, весной 1949 года съёмки фильма были отложены на несколько месяцев, и Роберт взялся за роман «Небесный фермер». В конце концов «Марсианин по имени Смит» был отправлен в архив «вылёживаться»: мир Марса, в котором сосуществовали живые существа и нематериальные умы Стариков, оказался более эпическим, чем было необходимо для подростковой литературы. Тем не менее, именно в «Красной планете» уже присутствуют мотивы, чрезвычайно важные для будущего «Чужака…» — развоплощение путём переноса в иное измерение несимпатичных главным героям лиц, ритуал разделения воды и водное братство, бесполость взрослых марсиан и идея «гнезда», и даже реакции марсиан на земные зоопарки.
После цензурных проблем с романом «Красная планета» Хайнлайн осознал, что история о марсианском Маугли если и будет напечатана, то не будет востребована на рынке. Тем не менее, писатель периодически возвращался к рукописи «Марсианина»: так, в 1952 году появился образ Джубала Харшоу, который постепенно приобретал характерные черты. Работа над этой сюжетной линией шла и в 1953 году. После возвращения из кругосветного путешествия в 1955 году Роберт Хайнлайн завершил часть, посвящённую борьбе Джубала за Валентайна Майкла Смита с правительством Земной Федерации. Объём этой рукописи составлял 54 000 слов. Далее работа встала, так как задуманная сатира на земные порядки и культуру не стыковалась с приключенческой линией. В письме от 23 февраля 1955 года Хайнлайн свидетельствовал, что вернул рукопись в архивную папку: «два месяца… пропали впустую». К работе над романом писатель вернулся в апреле 1958 года, на этом этапе роман получил название «Еретик», однако в силу сугубо политических обстоятельств оставил его и переключился к кампании против ядерного разоружения и быстро написал «Звёздный десант». Поскольку «Десант» стал причиной конфликта и разрыва с редакцией Scribner’s, Хайнлайн смог расстаться с амплуа подросткового писателя и перешёл в фирму G. P. Putnam’s Sons. После успеха журнального и книжного издания «Звёздного десанта» возобновилась и работа над «Марсианином» (в переписке и заметках Хайнлайна последовательно используется именно это название). Сам Роберт Хайнлайн рассматривал новый проект как эксперимент, который должен был доказать, что он может писать те произведения, которые хочет сам, и сможет их успешно реализовывать. В послании 29 марта 1960 года автор сообщал, что завершил 800-страничную рукопись за 63 дня непрерывной двенадцати- или четырнадцатичасовой работы. «…Всё, что я могу сейчас о ней сказать — что это не научная фантастика и вообще не похоже ни на что, что
я делал раньше».
Издательство Патнэма приняло рукопись на весьма выгодных для Хайнлайна условиях, но стремилось отцензурировать роман, убрав «весь секс и всю религию». Своему литературному агенту Лертону Блассингэйму Хайнлайн сообщал, что, во-первых, просит задержать любые авансовые платежи, пока рукопись не будет принята к печати («Было бы несправедливо требовать от них вложить 1500 долларов в историю, которая может оказаться непригодной для печати»), а, во-вторых, разъяснял, почему невозможно подвергнуть роман цензуре:

Эта история — кэйбелловская сатира на религию и секс, это даже при самом пылком воображении далеко не научная фантастика. Если я начну вырезать религию и секс, я очень боюсь, что закончу безалкогольным мартини.

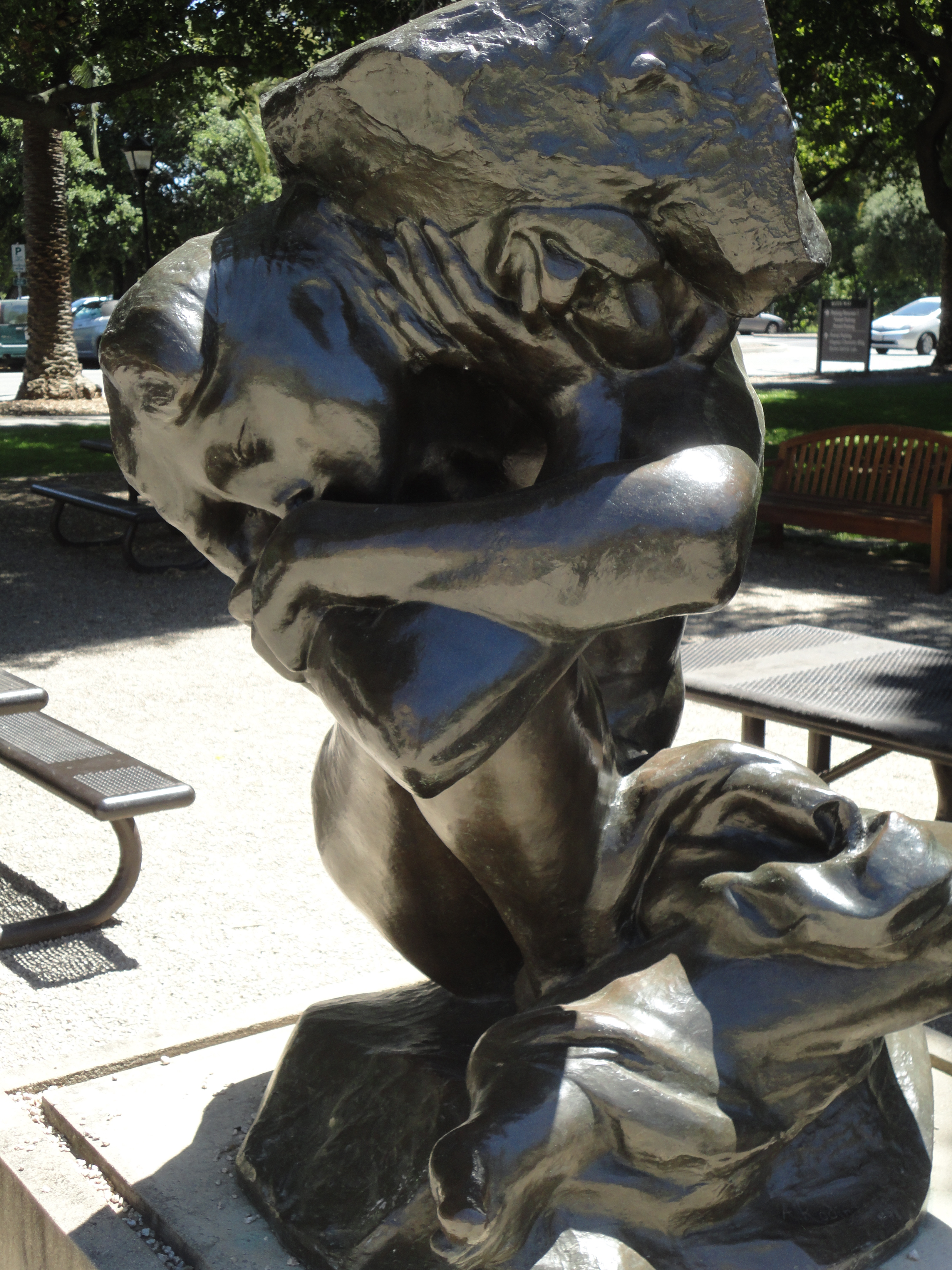
«Павшая кариатида» Огюста Родена

Тем не менее, издательство настаивало, что рынок не примет книгу объёмом 220 000 слов, с чем Хайнлайн согласился. Обычные его «скрибнеровские» романы для юношества не превышали по объёму 70 000 слов, и он соглашался довести объём «Марсианина…» примерно до 150 000 слов. Это имело сугубо коммерческую подоплёку, так как удорожало производство; Роберт Хайнлайн был готов частично покрыть расходы на подготовку к печати. Аванс предложил книжный клуб Doubleday, гарантировавший минимум успешных продаж: его члены регулярно заполняли карточки со своими предпочтениями в обмен на продажу им новых книг за половинную цену. Писатель получал минимальный гонорар, но при этом не вкладывался в рекламу и продвижение своего труда. К июлю 1961 года, когда рукопись была запущена в производство, у романа всё ещё не существовало утверждённого названия. В переписке редактора «Putnam» Говарда Кэди с Хайнлайном от 6 марта 1961 года упоминался вариант «Павшая кариатида», и там же категорически утверждается, что единственным подходящим названием является «Чужак в стране чужой» — цитата из книги Исход. Это же позволит отнести роман к жанру философской фантазии. Самому Хайнлайну «Чужак…» активно не нравился. Сохранились заметки к телефонному разговору писателя с Г. Кэди 17 марта 1961 года, в котором перечисляется ряд альтернативных названий, преимущественно с библейскими коннотациями (в том числе «Шелест крыльев его» и «Воробей падёт»), из которых до последнего фаворитом оставался «Еретик». В конце концов на своём настоял Г. Кэди, однако изображение роденовской «Павшей кариатиды» оказалось на обложке первого издания.
Окончательный объём романа составил 166 000 слов. Поскольку сокращения производил сам автор, многие комментаторы отмечали, что операция была проведена «хирургически», и стилистика и удобопонятность текста от этого только выиграла. В целом, роман оказался безоговорочно принят фантастическим фэндомом, и удостоился премии «Хьюго» как лучший роман 1961 года. За первый год разошлось 5000 экземпляров, что для того времени считалось нормальным показателем. Книжный клуб бесплатно предлагал «Чужака…» каждому новому члену и продлил контракт с Хайнлайном в 1963 году, когда вышло издание в мягкой обложке. Впрочем, с переменами в общественном сознании 1960-х годов и модой на контркультуру, «Чужак в чужой стране» быстро вошёл в круг чтения студентов колледжей и университетов, наряду с битниками, Ницше и Гессе, Толкином и Скиннером. Как отмечал У. Паттерсон, «Чужак» появился именно тогда, когда мог оказать максимально возможный эффект. В среде хиппи быстро распространилось слово «грок», и с 1968-го по 1970-й годы издатели не успевали насыщать рынок тиражами романа. Хиппи даже пытались проникать в дом писателя, что Роберту крайне не нравилось и он решительно отмежёвывался от роли гуру. В 1969 году последовало массовое издание, разошедшееся четвертьмиллионным тиражом. После кончины Хайнлайна по закону об авторских правах 1976 года все ранее заключённые контракты теряли силу, и вдова — Вирджиния Хайнлайн — в 1990 году начала проект издания романа по первоначальной авторской рукописи. Критики отмечали, что опубликованный авторский текст не являл никаких откровений, в отличие от несокращённых версий «Кукловодов» и «Красной планеты». Поклонники по-прежнему ценят обе редакции «Чужака в чужой стране».

## Литературные особенности

### Контекст
Биограф Хайнлайна У. Паттерсон и исследователь А. Торнтон утверждали, что «Чужак…» может в одинаковой степени считаться новаторским текстом как в карьере самого писателя, так и в развитии американской фантастики. Роман писался в несколько приёмов, растянувшихся в общей сложности на 12 лет (1949—1960), в течение которых американская культура претерпела значительную эволюцию. При этом до Первой мировой войны фантастические тексты печатались только в макулатурных журналах, предназначенных для неаристократических классов. В 1920-е годы наступил «взрыв» рынка дешёвых журналов, которые быстро умножались в числе, охватывая все жанры массовой литературы, в том числе приключения, вестерны, и прочее. С 1923 года начался выпуск журналов, специализируемых на фантастике: Weird Tales, в котором печатались тексты в духе Дансени и Бирса, и Electrical Experimenter Гернсбека, успех которого продемонстрировал, что публика готова к восприятию научной фантастики. Гернсбек с 1926 года выпускал журнал Amazing Stories. Гернсбек даже объявил конкурс на лучшее определение жанра, представителей которого публиковал, и в результате до 1950-х годов упорно использовал понятие scientifiction. В 1930 году началось издание Astounding Stories of Super-Science, обозначившего расцвет бульварной журнальной литературы, превратившейся в издательскую индустрию и даже культурный феномен — появились радиосериалы, комиксы, а затем журнальные тексты стали массово печатать в форме покетбуков. Упадок и «вымирание» массовых фантастических журналов наметился к 1950-м годам. На базе журналов появился фэндом — клубы любителей фантастики, некоторые энтузиасты которых стали выпускать собственные фэнзины, обсуждая перспективы развития жанра и различные фантастические допущения. С точки зрения Паттерсона и Торнтона, примерно до начала 1940-х годов макулатурная фантастика эксплуатировала всего две повествовательные стратегии: приключенческие сюжеты и истории об изобретателях и изобретениях, иногда на фоне утопии. Перемены начались, когда в фантастические журналы пришли авторы, не считавшие, что обязаны рационально объяснять и вообще объяснять каждую фантастическую сущность, которая поставлена в центр повествования (будь то роботы или межзвёздные полёты со сверхсветовой скоростью). Иными словами, фантастика превращалась из предмета повествования в антураж. С конца 1930-х годов читатели фантастики стали требовать «социологичности», то есть отражения в фантастических текстах актуальных проблем современности и выхода за пределы жанровых условностей, «вывода фантастики из гетто». Эту миссию взял на себя Джон Вуд Кемпбелл, потребовав от своих авторов соответствия общему уровню «большой литературы», включая и ремесленный писательский уровень, и реалистичность в изображении фантастических миров. Это и привело к началу «Золотого века научной фантастики». Хайнлайн выделялся даже на фоне остальных авторов редакции Кемпбелла, ибо, полностью усвоив требования своего заказчика, постоянно экспериментировал, и очень быстро стал воспринимать себя как писателя мэйнстримной, а не жанровой прозы. Кемпбелл называл его своим «эталонным автором»: для каждого из своих произведений Хайнлайн изобретал всё новые и новые формы литературного выражения и не повторялся в фантастических допущениях, не замыкаясь в «твёрдой» научной фантастике.
Вступление США в ядерный век и боевое применение атомной бомбы в Хиросиме и Нагасаки оживили в американском обществе милленаристские настроения, что соединилось с религиозной верой в спасительную силу науки, так как миллионы призванных на фронт американцев непосредственно соприкоснулись с техносферой и получили опыт «подавляющей важности машины в личной жизни каждого». Фантастика обретала новую роль в культуре, как как и пессимисты-алармисты и оптимисты стремились получить быстрые ответы на свои запросы в удобоваримой форме. Как отмечали Дж. Паттерсон и А. Торнтон, большая часть населения США осознавала, что вступила в новый мир, но в качестве средства восприятия реальности нуждались в мифе, а не научных объяснениях. Довоенная фантастика разрабатывала тематику общественной и производственной организации, развития науки и техники. Хайнлайн, служивший в 1942—1945 годах в исследовательской лаборатории ВМФ, стремился реформировать фантастический жанр с точки зрения и формы, и содержания. Его планам способствовало бурное развитие рынка фантастической литературы, выпускаемой в книжной форме, и востребованной более широкими кругами потребителей, нежели прежняя журнальная субкультура любителей макулатурной беллетристики. Преподаватель Университета Небраски Л. Дэвид Аллен, отмечал, что Хайнлайн своим «Чужаком…» открыл моду на полнообъёмные фантастические романы, печатаемые одним томом: далее последовали «Дюна» Фрэнка Герберта, «Макроскоп» Пирса Энтони, «Мир-кольцо» Ларри Нивена, и романы самого Хайнлайна, наподобие «Достаточно времени для любви». Американская публика и писатели-фантасты привыкли к малым и средним текстам, романы крайне редко достигали объёма в 300 страниц, поэтому ранние эксперименты в большой прозе неизбежно оказывались неровными и авторы не справлялись с формой. Соответствующие проблемы Д. Аллен находил и в «Чужаке…». Впрочем, главным достоинством романной формы признаётся возможность подробно и в комплексе рассматривать сложные идеи. При всех несовершенствах «Чужак в чужой стране» является этапным для развития фантастической литературы.

### Идеология «Чужака в чужой стране»
Теолог и историк философии Роберт Пилке (Университет Джорджа Мейсона) начал разбор «Чужака в чужой стране» с констатации, что «никто и никогда не обвинял Роберта Э. Хайнлайна в том, что он великий писатель», однако именно ему было суждено обрести «широкую и восторженную аудиторию» и выйти за пределы научно-фантастического окружения. Наиболее интересным в этом контексте является то, что идеи, выраженные в романе, неизменно привлекали конфликтующие между собой левые и правые политические круги и обслуживающих их идеологов. Иными словами, главной причиной популярности «Чужака…» в США является его идеология. Р. Пилке исходил из постулата, что понятия «правый» и «левый», равно как «консервативный» и «либеральный», являются политическими ярлыками и бесполезны в качестве аналитического инструментария. Тем не менее, в интеллектуальном пространстве США критики и мыслители, определяемые как консервативные, в большей степени связаны с деонтологическим пониманием этики, а либералы — с телеологическим. Иными словами, вполне возможно определение политико-идеологической системы как лево- и праволиберальной, и, соответственно, лево- и правоконсервативной.
Авторским рупором является Джубал Харшоу, персонажи, подобные которому, появлялись во многих других произведениях Хайнлайна. Его взгляды, как и у самого автора, представляют радикальный правый либерализм. Это выражается в форме этического эгоизма, основанного на постулате о том, что каждая личность должна максимизировать своё личное благо (в чём отличие этого учения от утилитаризма, оперирующего понятием общего блага). В поместье Джубала «каждый делает то, что ему нравится… а если он делает что-то, что мне не нравится, я выгоняю его к чёрту». То есть для Харшоу собственное «Я» является единственным законным моральным авторитетом и высшей волей; единственным человеческим правом является преследование собственных интересов. Принципиальным недостатком данной системы этики является то, что она неизбежно порождает внешние и внутренние конфликты: этический эгоист не может организовать мироздание так, чтобы окружающие разделяли его интересы и не преследовали противоположные собственные интересы. Поэтому Джубал избрал путь изоляции от общества как логического продолжения самопровозглашённой доктрины. При первом знакомстве с Джилл, доставившей в его дом Человека с Марса, Джубал прямо заявил: «…Но вот не верю я в бескорыстный интерес, хоть тресни». Далее он даёт мисс Бордман следующий совет: «…Ты бы разобралась в своих мотивах, а уж потом принимала решение, как поступить дальше. В данный момент меня интересует вопрос: что, по твоему мнению, должен сделать я?» Из дальнейшего диалога следует: «…Когда-то я и сам думал, что служу человечеству, и от мыслей таковых мне становилось теплее. А потом я обнаружил, что человечество совсем даже не желает, чтобы ему служили, более того, царапается и кусается при малейшей такой попытке. И теперь Джубал Харшоу делает исключительно то, что доставляет удовольствие Джубалу Харшоу». Напротив, его брат по воде и подопечный Валентайн Майкл Смит, воспитанный марсианами, представляет ультралевое крыло. Выражается это в понятии гроканья, которое объединяет мгновенное интуитивное понимание сути предмета, способность сопереживания и полного слияния вплоть до единения с человеком, объектом или ситуацией. Отождествление настолько тотальное, что обеспечивает Майку абсолютное знание, то есть он способен различать «правильное, неправильное, хорошее и плохое» с безошибочной точностью, когда речь идёт о сути предмета, а не его эмпирических свойств. Когда Джилл угрожают пистолетом, Майк мгновенно понял, что пистолет «плохая вещь», и в дальнейшем без колебаний прибегал к развоплощению того, что грокал как «неправильное». То есть для Смита нормативные этические суждения основаны исключительно на сущностных характеристиках предмета или ситуации, а не на субъективном внутреннем удовлетворении, как у Джубала. Майк априори рассматривает человеческую природу как «фундаментально социальную и кооперативную», и когда Харшоу пытается разъяснять человеко-марсианину суть лжи из эгоистических соображений, это оказывается нелёгкой задачей. Для Майка в принципе не существует индивидуальных интересов, не совпадающих с общественными и тем более противоречащих им.
Харшоу и Смит в романной конструкции представляют собой полярно противоположные взгляды на природу личности и общества, в результате чего Р. Пилке объявил обоих «сознательными экстремистами». «Их экстремизм связан с оптимистическим взглядом на возможность гармоничных социальных отношений без какой-либо опоры на внешний контроль; это концептуальный, а не тактический экстремизм». Концептуальные крайности приводят к тому, что насилие с точки зрения Харшоу и Смита является и необходимостью, и морально неприемлемым деянием. Основной конфликт романа заключается в том, что Джубал, пришедший к крайнему пессимизму в отношении человечества, убеждается, что в «водном братстве» Майка вполне возможна гармония интересов без всякого принуждения. Достижения Валентайна Майкла Смита становятся катализатором трансформации Джубала Харшоу, но при этом Хайнлайн не раскрыл источника нового оптимизма, то есть не сделал уступки ни левым, ни правым. Майк же на Марсе постиг врождённую доброту природы разумных существ, чья потенция к гармоничному общежитию может быть реализована на практике. Так возникает инструмент актуализации — Церковь Всех Миров. Формула «Ты еси Бог» описывает доброту и всеединство всех вещей вселенной и способность выявить истинную природу вещей и актуализировать её вовне. На Земле Майк использует атрибуты религии, уча людей пониманию. Как и в случае с Джубалом, Майк проходит долгий путь от наивного оптимизма к осознанному оптимизму. «…Одной добродетели мало, катастрофически мало. Чтобы добродетель могла делать добро, ей необходима поддержка ясной, холодной мудрости. Добродетель без мудрости неизбежно творит зло». При этом Хайнлайн прошёл на волосок от противоречия: в диалоге о сущности человека Джубал предлагает определение, что это существо, способное смеяться. Майк возражает, что в таком случае он не человек, ибо на Марсе никогда не бывает ничего смешного: то, что является причиной для осмеяния у землян, у марсиан либо не сможет произойти, либо уже спланировало Стариками. Способность видеть истинную природу вещей оборачивается для марсиан отсутствием преднамеренных злых действий и, следовательно, отсутствием свободы. Роберт Пилке в этом контексте отмечает, что требование ещё большей свободы на Земле вплоть до анархии — это сомнительный рецепт для избавления планеты и рода человеческого от зла. Впрочем, Хайнлайн не дал даже намёков на то, что дальнейшее освобождение людей принесёт такие же результаты, как диктат Стариков для марсиан и вообще не развивает эту мысль далее.

### «Утопия всеобщего обожания»
Английская исследовательница Фара Мендлезон обозначила содержание романа как «мужскую фантазию о всеобщем обожании». В некотором смысле весь сюжет «Чужака…» может быть сведён к факту, что Валентайн Майкл Смит чрезвычайно привлекает как мужчин, так и женщин, и оказывается в постели практически со всеми женщинами, которые попадаются на его земном пути. Подавляющее большинство этих женщин молоды и красивы. Хотя он и показан как лидер культа (и указанное явление вполне обычное дело в сектах), но его образ действий противоположен: Майк не конкурирует с другими самцами в его коллективе, он является объединяющим звеном в цепочке любви, которым обвито его «Гнездо». Ф. Мендлезон привязала развитие сюжета романа к мифу о первородном грехе, и образ действий Майка является прямым следствием «его сомнительного происхождения», вынесенного Хайнлайном в заглавие первой части. Подробное описание алгоритма подбора экипажа первой марсианской экспедиции служит для того, чтобы читатель осознал, что Майк — «человек со многими отцами, рождённый во грехе», что потом аукнется в главах о его наследстве. Когда Майка спасают и одновременно похищают Бен Какстон и Джилл, Смит начинает воспроизводить ту же самую модель отношений на Земле. Слабым звеном оказался на сей раз Бен, который очень долго не мог понять, что духовная (а потом и вполне плотская связь) Майкла с Джилл, начатая ритуалом водного братства, не исключает и отношений между Джилл и Беном. Познание Смитом сущности человеческой любви в физическом измерении описано как постепенное; в большой по объёму книге Майк только один раз стал инициатором сексуальных действий, во всех прочих случая он отвечал на зов женщин, испытывающих желание, но крайне нетерпимо относится к хищничеству во всех его проявлениях.
Контекстуализация личной жизни Майка проводится Хайнлайном путём демонстрации обыкновений в доме Джубала Харшоу и в церкви фостеритов — двойного контраста. Доктор Харшоу не состоит в отношениях ни с одной из его прекрасных секретарш, и в романе вступает в связь с бывшей стриптизёршей и бывшей помощницей епископа Буна Дон из «гнезда» облагодетельствованного им Майкла. Джубал много и двусмысленно рассуждает на тему отношений, однако категорически заявляет, что он не может вступить в связь с дамой, работающей на него, ибо это уберёт из отношений равенство (взамен будет либо жалость, либо ложно понимаемая субординация и права работодателя). Развоплощённый Майком епископ фостеритов Бун — типичный сексуальный эксплуататор; его община — полная противоположность водного братства Смита. Для фостеритов занятие сексом — предварительное условие будущего посвящения; в Церкви Всех Миров не существует принуждения — даже морального. Согласно Майку, важным условием сближения является осознаваемая красота обоих любящих, а красота обретается в честности перед партнёром и самим собой; сексуальный акт венчает сближение, а условием его является взаимное влечение и желание заботиться друг о друге. Иными словами, из любовного акта полностью исключена собственность, что приводит к его ритуализации.

### Роман воспитания
Литературовед Джо Сандерс в критическом исследовании наследия Хайнлайна подчёркивал до известной степени шокирующее действие, которое вызывал «Чужак в чужой стране» у современников. С формальной точки зрения роман не походил на ранние произведения романной формы «Там, за гранью» и «Дети Мафусаила», которые, хотя и предназначались для взрослых читателей, но писались для печатания с продолжением в журналах и отчётливо членились на цепь эпизодов. Не походил новый роман и на «ювенилии» с их компактностью и предельным вниманием автора к причинно-следственным цепочкам и обоснованности действия персонажей. Значительная часть рассказов Хайнлайна и его романов для юношества были написаны очень быстро, как в порыве вдохновения, так и под давлением внешних обстоятельств; длительный срок «вынашивания» «Чужака…» сильно сказался на темпе повествования. Тем не менее, Дж. Сандерс отмечал, что эту книгу Хайнлайн «должен был написать», и он потратил на неё много сил и времени, хотя, как коммерческий писатель, предпочитал не браться за работу, не гарантировавшую немедленного гонорара и последующего роялти с продаж. Анализируя текст авторской рукописи, Сандерс отмечал, что несокращённый текст показывает эволюцию повествовательной стратегии от стандартного для американской НФ приключенческого зачина до «бесконечных разглагольствований, прерываемых фоновыми резюме». Форма романа стилизована под импровизацию, которая подталкивает читателя внимать тому, что занимало в тот момент автора. При этом полярно несхожие позиции критиков, которые то обвиняли Хайнлайна в торопливости, и том, что он вывалил на публику плохо отредактированный роман, до позднейших обозревателей, восторгавшихся философскими глубинами, Дж. Сандерс именовал равно чрезмерными. Даже если признать правоту У. Паттерсона и Э. Торнтона, «Чужак…» обладает всеми признаками романного жанра, потому что неконтролируемые автором сатирические монологи и описания подчинены протагонисту, который остаётся в фокусе внимания читателя. По форме «Чужак в чужой стране» — типичный роман воспитания, ибо отслеживает жизненный путь и становление и развитие личности Валентайна Майкла Смита, «Человека с Марса» от его рождения до мученической кончины.
Согласно Джо Сандерсу, Хайнлайн предложил своим читателям заглянуть в сознание Майка, продемонстрировав, насколько чуждо оно землянам, и насколько сложно будет вывести его из ментального кокона. Чуждость человека-марсианина подчёркивается игрой с языком: Смит не понимает многозначности английских слов, и простейший вопрос «Как вы себя чувствуете?» провоцирует у него целый клубок несвязанных интерпретаций. Более точные с его точки зрения марсианские слова (типа «гроканья») сбивают с толка землян, и ключевое понятие повторяется на протяжении всего текста, расширяя смысловое поле. В момент знакомства с Джилл и разделения с нею стакана воды Майк представляет собой, по сути, невинного младенца, который от любого раздражителя сворачивается в позу эмбриона и впадает в кататонию. «Расшевелить» его и начать интеграцию в мир людей удаётся Джубалу Харшоу, типичному резонёру, который «знает, как делать почти всё или, по крайней мере, может убедительно говорить об этом». Демонстрация нетрадиционности его образа жизни позволила Хайнлайну предоставить Джубалу почти абсолютную свободу поведения в сюжете: Харшоу делает то, что удобно автору, и позволяет отбрасывать любые мотивировки. «Сотни страниц… посвящены тому, почему Джубал сделался хорошим наставником для человеко-младенца». По мнению Дж. Сандерса, Джубал Харшоу разделяет все ценности, которые так убедительно осмеивает, и не менее убедительно демонстрирует на практике, что семьёй являются только те люди, которые согласны жить под одной крышей с ним или (как в случае с Майком и Джилл) прибегнувшие к его защите. Именно способность Джубала совмещать цинизм и чувствительность позволяет ему испытывать (по крайней мере, иногда) беспредельную терпимость к любым индивидуальным проявлениям и особенностям и одновременно удерживает его от веры во что угодно, кроме его собственного Эго. Он может убедить или разубедить кого угодно по любому вопросу, что и заставляет его сидеть отшельником в своём поместье и не ввязываться ни в какой большой и долгосрочный проект. Когда он рассказал Майку, что родители хотели сделать его, Джубала, проповедником, но ему не хватило «убеждения в собственной непогрешимости и невежества», становится ясно, что Харшоу придерживается формулы «человеческое, слишком человеческое», отказавшись от признания надчеловеческого.
По словам Фары Мендлезон, первых читателей шокировала и другая сторона романа: «Чужак в чужой стране» состоит из пяти книг, предположительно, отсылая (и воспроизводя) к Пятикнижию, хотя по тематике повествование ближе к Новому, чем к Ветхому Завету. В первой части прослежена генеалогия Смита, во второй и третьей — его воспитание как марсианина и человека; «Его скандальная карьера» явно намекает на искушение Христа, но Валентайн Майкл искушение принимает, и снимает его негативные последствия. В первой книге он полностью пассивен, служа лишь катализатором неких действий окружающих его людей, которые изначально преследуют собственные цели, но затем «ловятся на удочку» запредельной невинности человеко-марсианина.

### Роман-миф
У. Паттерсон и А. Торнтон прямо утверждали, что литературоведам США был крайне неприятен следующий аспект «Чужака…»: Роберт Хайнлайн построил своё повествование на основе мифа, конкретно — библейского варианта героического эпоса, ещё точнее евангельской истории жизни Иисуса Христа. Критики, мельком упоминавние об этом, чаще определяли подобный ход как сатирический или пародийно-карнавальный (в бахтинской терминологии). Сам Хайнлайн через полтора десятилетия начал создание цикла романов, в основе которых находилась концепция «мира как мифа»: человеческие ощущения не позволяют отличить физическую реальность от вымышленной, а у любого из миров непременно есть автор, и любой герой быть плодом писательского воображения. Это усложняет задачу исследователя, так как даже в воображении его автора «Чужак в чужой стране» очень быстро отошёл от первоначального замысла. По мысли Паттерсона и Торнтона, Хайнлайн изначально пытался создать миф о герое, но уже в одном из писем Кэмпбеллу от 1949 года он сообщал, что в главе о его появлении на свет представил если не пародию, то травестирование высокой трагедии. В некотором смысле он опередил тенденции в американской литературе, ибо критики стали жаловаться на исчерпанность выразительных средств реализма в конце 1940-х годов. Появление сатирических романов Воннегута или Филипа Рота в 1960-е годы было ошибочно воспринято как начало новой литературной волны. Тем не менее, «Чужака» можно поставить в один ряд с «Уловкой-22» Джозефа Хеллера, «Козлоюношей Джайлсом» Джона Барта, хотя в своё время никто таких сопоставлений не проводил. При мифологической интерпретации оказывается, что хотя текст полон жанровых признаков фантастики, автор сразу обозначает свою позицию. Зачин романа откровенно сказочный: «Давным-давно, когда мир был юным, жил на свете марсианин, и звали его Смит», но дальше Хайлайн не пренебрегал жанровыми клише и условностями, по выражению Паттерсона, «в высшей степени гармонируя с Zeitgeist». С тем же успехом, впрочем, можно сопоставлять «Чужака» с «Анатомией меланхолии»: все персонажи — интеллектуалы и рационально обосновывают свои позиции, а Джубал ведёт непрерывные сократические беседы, делясь с окружающими своей мудростью. Конструируя собственный миф, Хайнлайн определённо пытался вытащить своего читателя, привлечённого традиционными жанровыми условностями, из плоскости обыденных представлений.
Паттерсон и Торнтон считали плодотворной герменевтику Мирча Элиаде по отношению к роману Хайнлайна. Элиаде утверждал, что любой миф в основе своей это повествование о генезисе, всегда связанного с сотворением, но не сводящегося к нему. Помимо космогонии, миф объясняет, как были установлены модели поведения и общественные институты, различные ремёсла и прочее. В этом плане «Чужак» посвящён генезису новой эры человеческого сознания, соединяющего великую универсальную религию и духовное пробуждение каждого отдельного человека и всего человечества в целом. В литературной форме миф структурируется явлениями внешнего мира, то есть повторяющимися природными циклами. Времена года сопоставимы с циклами роста и старения человека, что позволяло обосновывать взаимосвязь макро- и микрокосма. Смертность человека и бессмертность живой природы дарила обетование воскресения мёртвых. В этом плане «Чужак в чужой стране» закольцован, как солярный миф, выстроенный от смерти первых землян — исследователей Марса, давших жизнь Валентайну Майклу Смиту, и заканчивается смертью Смита, его вознесением на небеса и предполагаемым началом нового эона в человеческом бытии. Точно так же цикличность солярного мифа использовал Кейбелл в своём «Сказании о Мануэле». Будущее переходит в прошлое, и в романе господствует мифологическое время, в котором существует только вечное настоящее. Эту идею Хайнлайн почерпнул не из научной литературы, а из лекций Коржибского или трудов Ницше, популярных в его юности, и даже посвятил свой доклад на Всемирном конвенте научной фантастики в Денвере в 1941 году мифологии как важнейшему социальному учению, сплачивающему людей на основе «концентрированного образа мира».
Претекстом романа послужили Евангелия, и они же обеспечили Хайнлайна сюжетной осью повествования. В мифе о Майкле, он родился от земной женщины, имея двух разных отцов и являясь юридическим наследником всех восьмерых членов экипажа «Посланца». Насильственно исторгнутый из утробы матери (кесаревым сечением), он воспитан марсианами, имеющими почти божественные возможности, но отторгнут от своих человеческих корней. На пустынном, холодном, умирающем Марсе, почти преисподней, он постигает своё особое предназначение и, подобно Заратустре, направлен «претерпевать» на Землю, дабы исполнить своё предназначение. Он собирает учеников и дарует им великую тайну Вселенной, далее убит недостойными, возносится на небеса и обретает вечную жизнь. Фабула полностью отвечает схеме Леви-Стросса, но одновременно и Евангелию: Майкл творит чудеса, произносит Нагорную проповедь и формирует круг апостолов — ядро будущей церкви. По мере приближения Преображения и мученичества Смит всё более и более христоподобен, и конец его земного существования показателен. Побивание камнями — традиционное авраамическое наказание, а сожжение — традиционный способ обращения с еретиками, в буквальном смысле «прижигание раны». Майк при этом получает воздаяние, ибо слишком многих развоплотил. В этом месте соединяется ещё одно кольцо: рождённый на корабле «Посланник» (у слова ангел есть такое значение), в самом финале Майкл предстаёт архангелом Михаилом.
Попытка соединения мифа и сатиры глубоко противоречива по своей сути, ибо социальная функция мифа заключается в утверждении гомогенности и ортодоксальности, а критика и сатира высмеивают и разоблачают всё нормативное и претендующее на вечность. Тем не менее, для художественной литературы данное сочетание вполне обычно, ибо беллетристика занимается поиском вечного в преходящем. В этом отличие художественной формы мифа: миф генерирует знание о том, что важно знать обществу, и именно поэтому Хайнлайн ставил данную функцию в основу своей деятельности. «Чужак» позволил ему сбросить маску и декларировать самовосприятие «публичного моралиста», который не брезгует любыми приёмами, включая провокационные. Хайнлайн стремился, чтобы его читатель использовал тексты как пробный камень для собственных ментальных и моральных стандартов. Провокация очень сложна и многослойна. В культурном отношении Майк — квазимарсианин; биологически он — человек; теологически он — ангел. На Земле Майклу предстоит отвергнуть своё марсианское воспитание именно по причине своей биологической сущности; не сделать этого означало бы потворствовать лицемерию — той самой «неправильности», которую ему и предстояло исправить. Не случайно, что Майкл постиг сущность человечества во время посещения обезьянника — классическое остранение. Но есть и более высокий уровень: Майк ещё и ангел. Ангелы — особое творение Господне, как и люди, «по образу Его и подобию», обладающие свободной волей и существующие во времени. Формула Майкла «Ты еси Бог» к нему самому относится с оговорками: он, так сказать, «есть Бог» в ином смысле, чем урождённые земляне. Хайнлайн открытым текстом утверждает, что Майкл — и ангел, и Бог, ставший человеком, и при этом неоднократно заверяет всех, что человеком он не является. Обретя понимание себя как человека, Майкл Смит начинает отдаляться от людей. Не случайно, что он назвал свою церковь «гнездом», куда помещает немногих призванных и избранных. «Обезьяна, по-прежнему прыгая с ветки на ветку, обрела крылья», то есть последователи Смита обретают сверхчеловеческие качества. С земной точки зрения — теологической — последователи Майка преодолевают отчуждение между своей божественной сущностью и телесной оболочкой. На выходе получается, что благодаря откровению Майка, человека следует определять как «обезьяну с крыльями ангела», а будет ли она жить в обезьяннике или в гнезде, зависит только от её личного выбора. Инверсия евангельской истории очевидна: Майклу не нужно было прозревать в себе божественную миссию — он знал о ней с самого начала, ему нужно было сделаться человеком. У. Паттерсон предложил для этого неологизм «антропофания». Осознав трагизм и веселье бытия человеком, Майкл может вернуться на небеса, вернуть себе нимб и «приняться за работу».

### Ницшеанство и сверхчеловек
Уже во второй части романа Хайнлайн вводит аполлоническо-дионисийскую дихотомию культур марсиан и землян, которая затем будет в известной степени определять динамику романа. Ницше, несмотря на неудачные переводы на английский язык (новые появились только в эпоху контркультуры), до 1930-х годов был очень популярен в США, в том числе и в кругу общения Хайнлайна. В период, когда Роберт учился писательскому ремеслу, именно у Ницше он позаимствовал образец соединения философии и литературных образов, и эстетической модальности понимания человеческого существования. В тексте романа содержится суждение о том, что Америка страдает от раздвоенности: её официальные престижные религии и императив поведения аполлонийские, тогда как в частной жизни дионисийская стихия, по крайней мере, терпима, и является нормой жизни для непрестижных культов, наподобие пятидесятнических. Марсианская культура показана как предельно аполлоническая, тогда как популярная в Федерации церковь фостеритов дионисийская, и поэтому Майкл объявляет, что для зрелого человека не годится ни одна из них. Впрочем, Смит увидел в фостеритском оргиастическом безумии нечто поразительно марсианское, и ощутил одновременно ностальгию по дому и чувство дома. В обоих эпизодах ницшеанскую классификацию разъясняет Джубал Харшоу. Освобождение сознания, проповедуемое фостеритами, Майк принял как подходящий фундамент для диалектического синтеза, своего рода «врата» в его собственную Церковь Всех Миров. Агностик и поклонник рационального аполлонизма и скульптур Родена Харшоу в конце концов признаёт, что аполлоническое начало выступает за жёсткое разделение божественного и человеческого, тогда как Майк способен осуществить высший синтез. Уильям Паттерсон также считал, что не осмысленным критиками следом влияния Ницше стала коллизия отношений Джилл и Бена. К моменту знакомства их с Майком, они формально являются парой, но отношения у Какстона и мисс Бордман не развиваются, хотя Бен хочет жениться, но Джилл может только «довольствоваться» браком. Их отношения полностью соответствуют лекалам «Генеалогии морали»: это так называемое человеческое состояние — дихотомия «господин — раб»; но Ницше давал возможность становления «суверенной личности». Эту возможность как раз и предоставил Майк благодаря урокам марсианского языка.
Существует вполне обоснованная версия, что ницшеанские интенции происходили в «Чужаке…» из того же источника, из которого была заимствована теология Церкви Всех Миров — «Tertium Organum» Петра Демьяновича Успенского. Оттуда заимствованы лекции Джубала, что лишь ничтожное меньшинство людей способно в личностному и духовному росту, а судьба человечества — в руках прогрессивного меньшинства. Проявление сверхспособностей требует особого образования и особой социальной среды. Именно у Успенского имеется формула: «Будущее принадлежит не человеку, а сверхчеловеку, который уже родился и живёт среди нас», представленная в «Новой модели Вселенной» (1932), в которой доказывается, что все религии построены вокруг просветлённых личностей. Сверхчеловек Успенского — существо, постоянно находящееся в контакте с ноуменальным (то есть оно — Бог), а мышление и чувства у него совершенно неразделимы. Поэтому архангел Фостер не может предотвратить мученичество Майка: «Милосердие было невозможно для ангела; ангельское сострадание не оставило для него места». Специфическая сюжетная линия пятой части «Чужака» построено по фабуле краткого изложения учения Ницше в «Tertium Organum» и «Новой модели Вселенной». Вполне возможно, что Успенским Хайнлайн заинтересовался потому, что его переводил на английский язык математик Клод Брэгдон, книгами которого Роберт увлекался с юности. Его математико-геометрические трактовки кантианства Хайнлайн использовал в своей повести «По пятам».

### Персонажи: социальные и гендерные роли
Ифакат Бану Акчешме в своей диссертации подчёркивала непсихологичность персонажей Хайнлайна. Все они отличаются друг от друга только уровнем компетентности, что привело к формированию так называемого «героя Хайнлайна» — жёсткого и бесстрашного. Компетентность определяется как возможность добиться успеха в заранее непредусмотренной ситуации или способность к борьбе, и, самое главное — к выживанию. Главные интересы писателя которого лежали в русле социальной научной фантастики, разрабатывавшей проблемы семьи и власти, равенства, порядка и справедливости, вопросов человеческой сексуальности. В последнем Хайнлайн тесно связывал биологию репродукции, институт семьи и гендерные роли с акцентом на телесные табу, промискуитет, инцест, свободную любовь, нудизм, индивидуализм, либертарианство, культурные и социальные ограничения, налагаемые организованными религиями. Роман «Чужак в чужой стране» — первое объёмное произведение Хайнлайна, в котором открыто затрагивались проблемы гендера и сексуальности, что близко к задачам контркультуры. Выраженный Хайнлайном либертарианский идеал оказался близок всему спектру инакомыслия 1960-х годов, включая хиппи, либералов, анархистов и социалистов.
По мнению И. Акчешме, Хайнлайн предложил одну из первых постмодернистских моделей гендера, когда описывал жизнь на Марсе. Отнести её именно к постмодерну возможно, ибо тела марсиан претерпевают несколько трансформаций по мере развития жизненного цикла. Марсианин проходит пять стадий как биологические и гендерные существа: яйцо, нимфа, птенец, взрослая особь и Старик — форма внетелесного существования. Нимфы — вечно молодые особи женского биологического пола, способные к оплодотворению; внешне они напоминают меховой мячик. Они всегда полны энергии и бездумного энтузиазма, когнитивные способности у них, как правило, в зачаточном состоянии. Более интеллектуальные нимфы постепенно отказываются от детской беззаботности и перерождаются во взрослых особей, которые поголовно являются биологическими самцами. Это флегматичные великаны 12-футового роста (около 3,6 м), не слишком активные физически, но чрезвычайно активные умственно, ибо отвечают за управление всеми процессами на планете. Хайнлайн, описывая нимф, удаляет особое внимание внешнему виду; у взрослых марсиан делается акцент на функции. Тем не менее, дихотомия «нимфа — взрослая особь» отражает земное деление на «мужское — женское», то есть нимфы обладают так называемыми женскими чертами и качествами, а взрослые марсиане — мужскими. Принципиально важно то, что на Марсе отсутствует половая биполярность, определяющая все аспекты существования. На Марсе не существует института брака и семьи или каких-либо родственных отношений; нет и понятия сексуальности. Вероятно, Хайнлайн попытался представить различия между социализмом и капитализмом (в метафорах Уэллса), то есть на красном «социалистическом» Марсе царят единство, ненасилие, единообразие и определённость всех жизненных процессов, а бесполые марсиане чувствуют себя едиными со всей Вселенной. Даже их собственное тело не принадлежит им, и поедается оставшимися после перерождения в Старика. Майк крайне не одобряет капиталистическую Землю с её конкуренцией, болезнями, болью и борьбой. Соответственно, Майкл может спасать земное общество, используя его институты — в первую очередь церковь, — переосмысленные на марсианских социалистических началах. Полиамория и иные формы групповых отношений служат прежде всего цели раскрепощения, освобождения ближних Смита от институтов подавления (особенно государства и семьи) и навязывания собственнических инстинктов. В «гнезде» Майка господствует социализм, ибо его участники делятся друг с другом всем — от материальных ценностей до половых партнёров, и, разумеется, ценностями нематериальными — прежде всего духовной и физической любовью. Поскольку богатство Майка превосходит все мыслимые размеры, он может позволить себе снять с ближников труд и необходимость заработка, чтобы они посвятили своё время и себя всецело для культивирования тотального сближения. Гнездо Майка не отрицает и индивидуальности, не требуя ни от кого смирения или подчинения воле старшего. Успех социальной ячейки такого рода основан на полном понимании, что является благом для всех остальных. Поэтому важнейшей задачей членов гнезда является непрерывное повышение своей компетентности, чтобы достичь высшей степени осознанности и ответственности за действия себя и окружающих. Это вызывало недоумение у Джеймса Блиша, который заметил, что «система Майка гиперлиберальна», и совершенно непонятно, как адепт его гнезда может почувствовать свою неправоту, ибо надо всем доминирует его собственная воля и желания. То есть в гнезде полностью отсутствует контроль и коррекция поведения индивида, поскольку для полностью осознанной и компетентной личности они не нужны — «это праведник во всём». Видимым признаком этого всего является отказ от одежды как важнейшей детали земной культуры, ибо для Майка одежда — барьер для чужаков, элемент, мешающий сближению.
В церкви Майка ритуал разделения воды оказался соединён с актом физической любви. Секс — есть необходимый элемент формирования общности, магнит, позволяющий индивидам сцепляться в структуру, создающий творческую энергию. Там, где марсиане, разделяя воду, символически «растут», разнополые люди могут делать это буквально — делятся друг с другом физической радостью соития, порождающего новых человеческих личностей. Полиамория Майка основана на гендерном равенстве, самоопределении, свободном выборе для всех участников и взаимном доверии, равном уважении между партнерами. Майк утверждает, что сексуальный союз должен быть слиянием тел и душ в общем экстазе ради совершенного освобождения всех «духовно прекрасных людей в мире». Члены гнезда в буквальном смысле ощущают ближнего частью самого себя, не воспринимая его как объект недоверия, извлечения выгоды или чего-то подобного. Устами Джубала это прямо названо сексуальной утопией, где групповой секс рассматриваются как решение всех трудностей: от неудовлетворенности работой до менструальных болей. При этом полиаморная семья остаётся семьей, реализующей для её членов вопросы самореализации, рождения и воспитания детей, и прочего. Поскольку нет принуждения или навязывания социальных и гендерных ролей, каждый пол находит удовлетворение к тем занятиям, которые наиболее близки биологической природе каждой конкретной личности. Среда в гнезде формирует взаимодополняющее партнерство между компетентными равными личностями. Не случайно, что роман начинается с истории формирования экипажа «Посланника», в котором компьютер создаёт список четырёх женатых пар, и холостой капитан Брант делает предложение женщине-учёной на девять лет старше него, ибо её компетенции создадут уникальный научно-исследовательский коллектив. Закончилось это трагедией, в которой погибли все, кроме Майка.
В исследованиях творчества Хайнлайна не сложилось доминирующего мнения о женских персонажах, представленных в романе. Даже со стороны феминистских критиков высказывались разноречивые суждения. Например, Диана Паркин-Шпеер в статье «Роберт Хайнлайн: Почти феминист» (1995) заявила, что женские персонажи Хайнлайна не вписываются в культурные гендерные стереотипы. Ещё в конце 1940-х годов писатель сформировал типовой образ «хайнлайновской героини» — яркой, самостоятельной, независимой и компетентной. Такая героиня распоряжается всеми сторона своей жизни, включая сексуальную, и потому способна почти одновременно реализовать множество социальных ролей, например, офицера, наёмного убийцы, жены и матери. Многие критики отмечали, что в «Чужаке» Хайнлайн описывал полное равенство способностей, компетентности и интеллекта мужчин и женщин, описывая ролевые модели для дальнейшего развития равенства. Тем не менее, Дж. Слассер отметил, что формировавшийся в протестантской патриархальной среде Хайнлайн так и не освободился до конца от множества предрассудков, и, хотя в романе почти назойливо проповедуется свободная любовь и союз равных, женщины всё равно остаются только «реквизитом». Ифакат Бану Акчешме в своей диссертации доказывала, что Хайнлайн конструировал женских персонажей как проекцию патриархального дискурса и так и не освободился от ограничения женской идентичности. Например, когда Майк в компании Джилл занимался исследованием Земли и людей, он проводил много времени в библиотеках, а она ходит по магазинам — предаваясь традиционному «женскому занятию». Когда Майк гостил в поместье Джубала, он заявил, что у доктора Харшо «красивое лицо, которое он когда-либо видел», отчётливо индивидуальное, тогда как поначалу он почти не различал трёх секретарш Джубала — Доркас, Мириам и Энн (и в придачу к ним Джилл). То есть женская индивидуальность — по крайней мере, поначалу, — сводится к патриархальной установке, что женщины друг от друга отличаются только особенностями внешнего физического строения, а не характером, темпераментом или интеллектом. Восприятие Беном Какстоном дома Джубала как гарема также подрывает образ тройки Доркас, Мириам и Энн как независимых и раскрепощённых дам. Не случайно, что традиционном воспитанные Бен и доктор Махмуд крайне неодобрительно относятся к порядкам в церкви-гнезде Майкла, где женщины (кроме немногих, таких как Дон, Патти или Джилл) не выходят за пределы стандартного образа секс-прислужницы, которые постоянно целуют персонажей-мужчин, побуждая к физическому сближению. С другой стороны, их описывают как «ангелов Майка», которые с большим энтузиазмом завлекают новых адептов, особенно мужского пола. То есть и в этом контексте функции жрицы Церкви Всех Миров сводятся к снятию сексуального напряжения у мужчин-адептов и гостей, помогая им раскрепоститься и освободиться от тревог. В финале романа женщины в гнезде полностью зависят от Майкла, тогда как мужчины сохраняют автономию и независимость, ибо Смит — новый Прометей — показал, как можно пользоваться принесённым им знанием. Дж. Слассер отметил, что в пятой части книги Джилл полностью утратила индивидуальность и превратилась в очередную безликую фигуру из гарема основателя учения; мудрости она так и не приобрела. В романе существует и ещё один пласт смыслов. Бен при первом посещении ритуала в Церкви Всех Миров увидел, что Джилл меняет костюмы, и при этом её именуют целым рядом обозначений женских божеств: Кибела, Исида, Фрейя, Хель, Иштар, и так далее вплоть до праматери-Евы. Как это обозначила И. Акчешме: «архетипические женские фигуры, взращенные патриархатом». Джилл охотно позволяет Майклу производит над собой всяческие манипуляции, особенно в ванной и при наряжании. Этому имеется параллель в образе Патриции Пайвонской, чьё тело покрыто целой галереей татуировок, набитых её мужем. «В обоих случаях сильные мужские персонажи трансформируют тела персонажей-женщин, стремясь вписать их в свой идеализированный образ женственности и феминности».

## Критика

### 1960-е и 1970-е годы
Роман сразу после издания стал получать весьма резкие отзывы. В The New York Times Орвилл Прескотт язвительно отозвался о «Чужаке», описав его как «неудачную мешанину фантастики, вымученного юмора, неинтересной социальной сатиры и дешёвой эротики», в итоге охарактеризовав его как «легкомысленный и нелепый». Заключение критика таково: «Когда бесконечные оргии сочетаются с большим количеством нелепой болтовни, это становится невыносимо, как оскорбление терпению и интеллекту читателей». Рецензент Galaxy Флойд Гейл поставил роману оценку «три звезды с половиной» (из пяти возможных). Он отмечал, что хотя «Роберт Хайнлайн зарабатывал на жизнь описаниями будущего», но всё больше и больше озабочен состоянием сегодняшнего мира, пользуясь «авторской привилегией» нести своим читателям некие послания. В этом плане «Чужак…» наследует «Звёздному десанту», но по форме построен как социальная сатира с сильной интеллектуальной составляющей, и это «тяжёлое чтение». Впрочем, «Хайнлайн слишком профессионален», чтобы написать откровенно провальную вещь. Философию писатель вложил в уста доктора Джубала Харшоу — «сурового человека старой школы», который может быть характеризован как «отвратительно милый» (и при этом сравнивается с «ворчливым старым псом, который [без колебаний] загрызёт вас насмерть»). Ф. Гейл отметил, что повествование неровно, и история прибытия марсианина Смита на Землю и его юридической битвы за наследство резко отличается от последующих странствий Валентайна по Земле с целью изучения человеческой культуры. Эти последние описаны как «особенно невдохновенные и неинтересные». Харшоу полностью убрал возможность оценить и наблюдать наше общество глазами самого Смита. Не менее сомнителен и рецепт, предложенный марсианином для решения всех наших проблем: устранение ревности путём обучения в псевдорелигиозном «гнезде». Рецензент напоминает о резком отзыве «Нью-Йорк Таймс» и заключает: «Недостатки книги состоят не столько в её раскрепощённости, сколько в том, что Хайнлайн откусил бо́льший кусок, чем смог разжевать».
Рецензия Альфреда Бестера начиналась с раздражённо-недоумённого: «Что, чёрт возьми, сделалось с Робертом Хайнлайном?» Критик сразу объявил, что роман «Чужак в чужой стране» как будто бы составлен из двух половин, первая из которых «сработана мастером», а вторая — дебютантом. Менее профессиональный читатель в таком случае просто бросает книгу, но сам Бестер объявил, что «стойко терпел последние 200 страниц» из-за веры в Хайнлайна-мастера. При этом завязка сюжета превосходна, описывая прибытие на Землю существа, которое физически осталось человеком, но воспитано негуманоидами. Прекрасны и фрагменты, где Хайнлайн очень точно выписывал реакции и замешательство молодого инопланетянина на самые обыденные земные обычаи и привычки. Побег Майкла, устроенный Джилл Бордмен и Беном Какстоном, выдержан в обычном динамическом стиле, вполне традиционен и доктор Харшоу, — рупор идей своего автора, которому Хайнлайн явно благоволит, и типаж «насквозь просолённого героя, полного философии и житейской мудрости» встречается не единожды в его творчестве. После 216-й страницы (в первоиздании) сюжет обрывается и дальнейший текст «вырождается в мешанину эротических инцидентов», с добавлением лекций самого Хайнлайна, которые А. Бестер назвал «незрелыми», да ещё и написанными в стиле «реферата первокурсника». В романе смешиваются вопросы половой морали и спасения, а марсианин Смит превращается в мессианскую фигуру, наподобие героев Фрэнка Йерби и Синклера Льюиса. Самой раздражающей частью романа являются бесконечные диалоги, которые и ранее не были сильной стороной писательского мастерства, а в «Чужаке…» обозначаются как «манерные». Не удалось выдержать и стиля: псевдонародный сленг Харшоу назван фальшивым, а изобретение понятия «грокать» («которым Хайнлайн забивает читателей до смерти») сравнивается с неумением актёра ответить на любой вопрос без «А?» или «Э-э …» Ранее этот приём писатель применял в своих произведениях для юношества, и, видимо, настолько привык к этой манере, что можно заподозрить, будто его персонажи «или плохо слышат, или невероятно глупы». Среди немногих удач Хайнлайна — яркие экскурсы в инопланетное мышление марсиан, что делает этих эпизодически появляющихся существ очень яркими, и попытки Майкла адаптироваться в обществе землян. В целом роман неудачен: «Мистер Хайнлан остаётся гроссмейстером, когда пребывает в русле фантастики; когда он пытается стать мыслителем — это наполняет нас печалью».
Обозреватель Amazing Stories С. Коттс представил двойную рецензию на «Чужака…» и сборник «Неприятная профессия Джонатана Хога», начав с того, что их сопоставление демонстрирует, насколько разным может быть качество работы у одного и того же автора. Хайнлайн составил репутацию плодовитого писателя, который, однако, держит очень высокую планку. Новый его роман, очевидно, претендующий на звание шедевра, на поверку оказался «длинным, амбициозным» и разочаровывающим. История о воспитании Валентайна Смита на Марсе сравнивалась С. Коттсом с мифом о Ромуле и Реме, и в целом, самыми удачными оказались эпизоды, связанные с юридическим статусом Смита на Земле и обретением его фантастически огромного наследства. Напротив, Джубал Харшоу не впечатлил рецензента, который объявил его «одним из самых раздражающих философов из крекерной бочки», который только встречается в литературе. В итоге Харшоу перетягивает почти всё действие на себя, а вторая половина романа превращается в довольно заунывную историю впечатлений марсианина Смита от повстречавшихся ему людей. Хотя он выглядит как человек, но обладает сознанием и многими сверхъестественными навыками марсианина, и по ходу действия «эта дихотомия… синтезируется самым тошнотворным религиозно-сексуальным образом». В книге вообще отсутствует цельность, это «неудобоваримая смесь элементов, которые безуспешно пытаются сосуществовать», например, Хайлайн одновременно использует сарказм и сатиру, сочетаемые со «смертельно серьёзными проповедями», в которых столько же тонкости и изящества, «как в большегрузном самосвале». Стивен Коттс предельно жёстко заявил, что если в своих прежних рецензиях осуждал авторов за немотивированную скорость действия, «когда предыдущему эпизоду без передышки наступает на пятки следующий», то «Чужак в чужой стране» — не более чем 408 страниц «претенциозной чепухи», вызывающей одно только пресыщение. «Я переел жирных десертов, я хочу постного мяса».
Чарльз Платт свою рецензию 1965 года назвал «Осознанный секс» и характеризовал «Чужака…» — как «поразительно скучную» книгу. Текст её изобилует «приторными американскими клише», и на выходе получилась «подростковая философия из журнала Playboy». Главным недостатком объявлена избыточность детализации, в результате чего суть книги — реакция на человеческое общество носителя негуманоидного сознания — более или менее проясняется после 150 страниц текста. Сенсацию эта книга могла вызвать только у представителей фэндома. Персонажи и их действия полностью подчинены авторской воле и «банальны и поверхностны точно так же, как и его письмо». Вывод был таков: «Хайнлайну лучше вернуться к приключенческим романам, которые больше подходят для его таланта». В немецком справочнике по научной фантастике под редакцией Ханса Альперса, Вернера Фукса и Рональда Хана, «Чужак в чужой стране» определялся как наиболее известный и при этом наименее типичный для творческой манеры Хайнлайна. При этом именно данная книга стала культовой в среде американских хиппи, «которых, вероятно, привлекал авангардный стиль книги и её мистицизм». При этом к роману вполне может быть приложена характеристика Филипа Дика, что Хайнлайн писал только то, что «было коммерчески перспективным».
Очень большую по объёму рецензию опубликовал писатель Джеймс Блиш. Он начал свой анализ с констатации, что «Чужак в чужой стране» — если и не самый значительный по объёму фантастический роман из изданных с 1930-х годов, то один из самых больших. Тем не менее, несмотря на объём, Дж. Блиш назвал роман «перегруженным», ибо он посвящён «решительно всему на свете». Хайнлайн обращается к вопросам политики, этики и эстетики, морали, теологии, оккультизма, экономики, истории, науки и «куче второстепенных сюжетов». Тем не менее, если попытаться свести тематику романа к единственной генеральной теме, ею окажется религия. Главный герой, человек, воспитанный марсианами, провозглашает новую синтетическую религию, в которой является не то мессией, не то пророком, и противостоит, как традиционным христианству и исламу, так и новым коммерциализированным учениям. В целом, в хайнлайновом описании учения Валентайна Майкла Смита бросается в глаза плюралистичность — это не монотеизм, в основе учения формула «Ты еси Бог». То есть каждое существо, способное думать, понимать и воспринимать, есть Бог, но после освобождения от физического тела его материальная сущность отправляется куда-то у землян (куда именно, не уточняется), а у марсиан перерождается в Стариков, которые продолжают сосуществовать с живыми, давать советы и творить новые произведения искусства. В финале выясняется, что сонмище богов занимается управлением Вселенной, хотя иногда они спускаются на разные планеты в виде, так сказать, «полевых агентов». Поскольку все, кто дошёл до понимания своей божественной сути, являются богами, внетелесное существование не предполагает наказание, и даже мошенники Фостер и Дигби в романе сразу после смерти становятся помощниками архангелов и приобщаются к ангельскому чину. В этом, вероятно, причина, по которой Майкл столь легко идёт на удаление неугодных ему персон из физической реальности — развоплощение. С указанной особенностью учения связан акцент на промискуитете, так как данная система является абсолютно разрешительной с точки зрения этики, и вообще не видит смысла в обычаях или морали. Обмен опытом (в том числе в виде копуляции), который есть и обмен или открытие божественной сути, намного эффективнее одиночного «гроканья». Впрочем, зачастую читатели не осознавали, что масса подобных подробностей возникала от запредельной незамутнённой наивности Смита в земных делах и человеческих чувствах.
Не меньше шокировал читателей и критиков каннибализм. В романной реальности марсиане страдают от сильнейшего недостатка пищи, как и воды, поэтому сразу после перехода в состояние Старика оставшееся тело поедается друзьями и близкими, восхваляющими его достижения (а равно и вкусовые качества). Валентайн Майкл Смит перенёс этот обычай на Землю, и в финале, после убийства полумарсианина фостеритами, его названый отец Джубал пьёт бульон, сваренный из его останков, комментируя, что «Майк и раньше был немного пресноват». Данный акт предваряется длиннейшим анализом роли ритуального каннибализма в западных религиях, вложенном в уста самого Джубала. Блиш также отмечал, что здесь проявилась склонность Хайнлайна к фрейдизму, которую писатель открыто декларировал в повести «Бездна» 1949 года: речь идёт об «уравнивании любви, смерти и чаепития». Впрочем, с тем же успехом можно заявить, что поедание отцом собственного (приёмного) ребёнка, свидетельствует уже не о вседозволенности мира Хайнлайна, а том, что «марсианизация» Земли зашла слишком далеко или вообще вышла за всякие рамки. Приводя множество примеров противоречий в эстетике и метафизике романа, Дж. Блиш пришёл к выводу, что Хайнлайн даже не пытался последовательно и непротиворечиво решать данные вопросы. «Будь я автором, я бы выбросил всю эстетику, так как она не имеет отношения к роману; но я, к удовольствию нас обоих, не автор».

### Отзывы на расширенное издание
Курт Воннегут в рецензии на несокращённое издание, выпущенное Вирджинией Хайнлайн в 1991 году, категорически заявлял, что после 1961 года, несмотря на неодобрение критиков, в англоговорящем мире «Чужак в чужой стране» разошёлся стотысячным тиражом в твёрдом переплёте и более чем пятимиллионным — в мягкой обложке. Имя Валентайна Майкла Смита стало столь же знакомым для читающих людей, как Оливер Твист или Холден Колфилд. Игнорирование высоколобыми критиками Хайнлайна и фантастики вообще — проявление социального снобизма, и не более того. Публикация полной версии романа сравнивается с «вишенкой на торте» для истинных ценителей. В рецензии журнала Kirkus Reviews подчёркивалось, что именно «Чужак в чужой стране» более, чем какой-либо из научно-фантастических романов, достоин причисления к «классике». Хайнлайн предпринял исследование человеческой культуры, политики, религии и обычаев путём свифтовой сатиры. В то же время расширенное издание на основе оригинальной рукописи не содержит сколько-нибудь принципиально новых сцен или сюжетных элементов. Исследователи и знатоки творчества Хайнлайна смогут оценить, как писателю удалось сократить текст на 50 000 слов, переработать целые абзацы и реплики, усиливая ясность и воздействие на читателей. Иными словами, пойдя на сокращение в 1961 году, «автор превратил хорошую книгу в великолепную». Рецензент журнала Paperback Inferno поэт Кеннет Бейли также начал свой обзор с констатации, что роман чрезвычайно длинный, и для издания 1961 года Хайнлайн сократил его более чем на двадцать процентов. В целом роман характеризуется как отвечающий прогностической функции фантастики, например, автору удалось верно предугадать развитие религиозного фундаментализма, однако в целом сатирический посыл книги существенно устарел. Впрочем, это компенсируется психологической глубиной и использованием мифологических мотивов. В известном смысле это и роман воспитания, поскольку душа воспитанного марсианами Валентайна Смита в земных реалиях — tabula rasa. Основной конфликт романа выстроен на соперничестве-эмпатии Джубала Харшоу и марсианина Смита, что сравнивается с ученичеством Артура у Мерлина или Ахилла у кентавра Хирона. Харшоу вообще предстаёт фигурой, укоренённой в Земле, своего рода Мафусаилом, когда как Смит — это существо в буквальном смысле небесное. Именно в доме Харшоу Валентайн выдвигает собственный символ веры — «Ты еси Бог», выражающий преодоление человеческого отчуждения и фрагментаризации целостного бытия. Финал романа трактуется К. Бейли как аналог священной трапезы, которая заменяет искупление и страшный суд традиционных авраамических религий. Бейли также воспользовался словами Харшоу из романа «Кот, проходящий сквозь стены», который излагает концепцию мира как мифа, создаваемого самим человечеством и им же изменяемого. В самом конце архангел Майк видит перед собой необъятное поле деятельности среди множества миров — и, сдвинув нимб, принимается за дело.
Австралийский активист фэндома и издатель фэнзинов Брюс Гиллеспи в своей краткой заметке отметил, что когда читал роман в первый раз (в «урезанном» издании), то не мог отделаться от мысли, что и тогда нужно было выбросить не менее двухсот страниц текста. Соответственно, читать несокращённую версию сможет только ценитель «с наклонностями мазохиста».

### Двадцать первый век
Обозреватель Amazing stories Крис Наттолл в ретрорецензии 2018 года называл роман уникальным в творчестве Хайнлайна, ибо писатель попытался поставить под сомнение все фундаментальные основания нашего общества. Тем не менее, у современного читателя книга, скорее, вызовет раздражение, несмотря на несомненные достоинства. Хотя можно признать, что Хайнлайн справедливо критикует лицемерие, практикуемое последователями любой организованной религии, но всемогущество Смита подрывает веру как таковую. Ему не нужно верить в загробное внетелесное существование, потому что он знает о нём. При этом он может почувствовать бомбу, отправленную по почте, уклониться от пули или просто переправить стрелка в другое измерение. Реакцию федеральных властей на Майка К. Наттол полагает совершенно оправданной. Марсианин опасен потому, что не ведает наших культурных условностей и представляет опасность для всех окружающих: «у правительства и без того достаточно обычных людей, не понимающих, что определённые виды поведения в обществе неприемлемы». Критик отмечал и сугубо литературные огрехи: персонажи могут неожиданно исчезнуть из повествования, как получилось с Беном Какстоном, который, исполнив свою сюжетную роль, надолго выпадает из действия. Хотя Джилл является достойной подругой главного героя и в романе показано развитие её личности от зашоренного пуританства до полного раскрепощения в «марсианском гнезде», но большинство читателей этого не оценило. Ещё более раздражающим персонажем является, по мнению К. Наттолла, Джубал Харшоу, хотя Хайлайн не случайно вложил в его уста все свои излюбленные мысли. Харшоу единственный (в том числе в силу возраста, не говоря об интеллектуальной незаурядности) понимает реальность с такой точки зрения, которую не способны увидеть ни сам Смит, ни его друзья, но достаточно умён, чтобы оставаться открытым к новому. Однако его образ строится как зеркальный по отношению к Смиту, Джубал почти без усилий воспринимает марсианское учение, и это кажется неестественным и тоже раздражает. Наиболее сомнительными названы сексуальные аспекты сюжета. Хайнлайн, видимо, не ощущал разницы между обусловленностью сексуального поведения мужчин и женщин, считая оба пола одинаково активными и склонными к полиаморности после раскрепощения. Вероятно, ему в голову не приходило, что в мире хватает индивидуумов, которые «не хотят спать со всеми подряд, кто проходит мимо», не говоря о проблеме неприязни в групповых браках. В то же время персонажи-мусульмане, показанные Хайнлайном, не являются ни фанатиками, ни узколобыми обскурантами. Но в целом книга не органична, а её персонажи — неестественны. Чуть не единственной реалистично выписанной человеческой реакцией является возмущение Бена, когда он понял, что его подруга Джилл связалась с человеком с Марса. Впрочем, главным недостатком книги является то, что учение Смита — фантастично. «Секс не даёт сверхспособностей». В целом роман безнадёжно устарел и получил известность, несоразмерную его действительным достоинствам. Не является этот роман и репрезентативным для оценки творчества Хайнлайна; недаром существует множество людей, которые отказываются от чтения других его произведений после знакомства с «Чужаком». Рецензия завершается суждением, что «Хайнлайну удалось показать будущее общество лучше, чем большинству его современников-писателей, и об этом следует помнить».
Исследовательница Аманда Рис делала акцент на том, что Хайнлайн в романе «Чужак в чужой стране» подошёл к вопросам религии с сугубо экономических позиций, подобно Л. Рону Хаббарду или Герберту Уэллсу (в романе «Когда Спящий проснётся»). В мире, куда попал Валентайн Майкл Смит, пьянство, азартные игры и блуд являются благословенными действиями — до тех пор, пока Фостеритская церковь Нового Откровения получает свою долю прибыли. Хайнлайн намеренно пошёл на провокацию, открыто нападая на все формы авраамических религий и моногамию (зайдя ещё дальше двадцать лет спустя в романе «Иов, или Осмеяние справедливости»). Ставшее культовым в контркультурных кругах слово «грокать», соединяло как бытийственный, так и познавательный акт: новый мессия — Смит — творил чудеса только потому, что знал истинное устройство мира, недоступное земной науке, и пользовался своим знанием. В итоге «книгу запретили в школьных библиотеках, в пух и прах разнесли критики, отвергнув книгу как „библию хиппи“». Писатель и путешественник Джон Уолтерс в 2015 году вспоминал, что набор книг Хайнлайна был подарен его бабушкой на Рождество, а знакомство с «Чужаком в чужой стране» относилось к временам расцвета движения хиппи. Уолтерс, как и многие другие критики, отмечал неровность повествования, когда роман распадался на две части, приключенческую и философскую, и в этой последней концовка вовсе «проседает». Критик не одобрил расширенную публикацию романа, ибо значительную часть удалённых сцен занимают псевдофилософские монологи Джубала Харшоу. В то же время Уолтерс считал, что за прошедшие после публикации полвека «книга не стала хуже», в отличие от большинства фантастических произведений. Хотя Хайнлайн добивался эффекта шока, для взрослых читателей в XXI веке имеет значение переданный в романе дух шестидесятых годов — надежды на «творческое изобилие, чувство освобождения», братство человечества. «Он запечатлел атмосферу эпохи, и за это читатели готовы прощать ему ошибки».
Писательница и критик Джо Уолтон в 2018 году отмечала, что несмотря на колоссальный успех у самых разных читателей и огромные тиражи, классический статус, который приобрела книга, «Чужак в чужой стране» никогда ей не нравился. Проблема коренится в том, что за начальной частью с острым сюжетом и интригой с младенцем-землянином, воспитанным марсианами, начинается описание мыслей и действий Джубала Харшоу с его секретаршами — и тут же всякий интерес испаряется. «[В этой книге] все омерзительно самодовольны; не только один Джубал. Даже марсианин Майк становится самодовольным, как только освоился на Земле. А самодовольство — скучно. И вот все они читают друг другу лекции, как устроен мир, и выводы их тоже самодовольны». Главной бедой романа остаётся отсутствие сюжета, который полностью исчезает начиная с эпизодов у Джубала и не возвращается во время странствий Майка и основания им церкви, у прихожан которой «много секса, нет ревности и все учатся говорить по-марсиански».

## Рецепция
В русле так называемого «языческого возрождения» в 1962 году студенты Вестминстерского колледжа в Миссури Тимоти Зелл и Ричард Кристи основали «Церковь всех миров», официально зарегистрированную в США в 1968 году. В этой организации основным писанием считается роман «Чужак в чужой стране» и приняты доктринальные положения («Ты еси Бог») и ритуалы (распитие воды), а также организация («гнездо»), описанные в романе Хайнлайна. Из всех поклонников «Чужака…», полагавших текст вместилищем мудрости, Зелл и Кристи пошли дальше всех, попытавшись претворить его положения в реальной жизни. Поклонником романа был и Чарльз Мэнсон, последователей которого привлекали рассуждения Джубала и Майка о каннибализме. Из-за этого исследователи и критики неоднократно напоминали, что рассуждения героев Хайнлайна очень далеки от взглядов Мэнсона, а писатель Лайон Спрэг де Камп утверждал, что убийца был полуграмотным.

## Издания

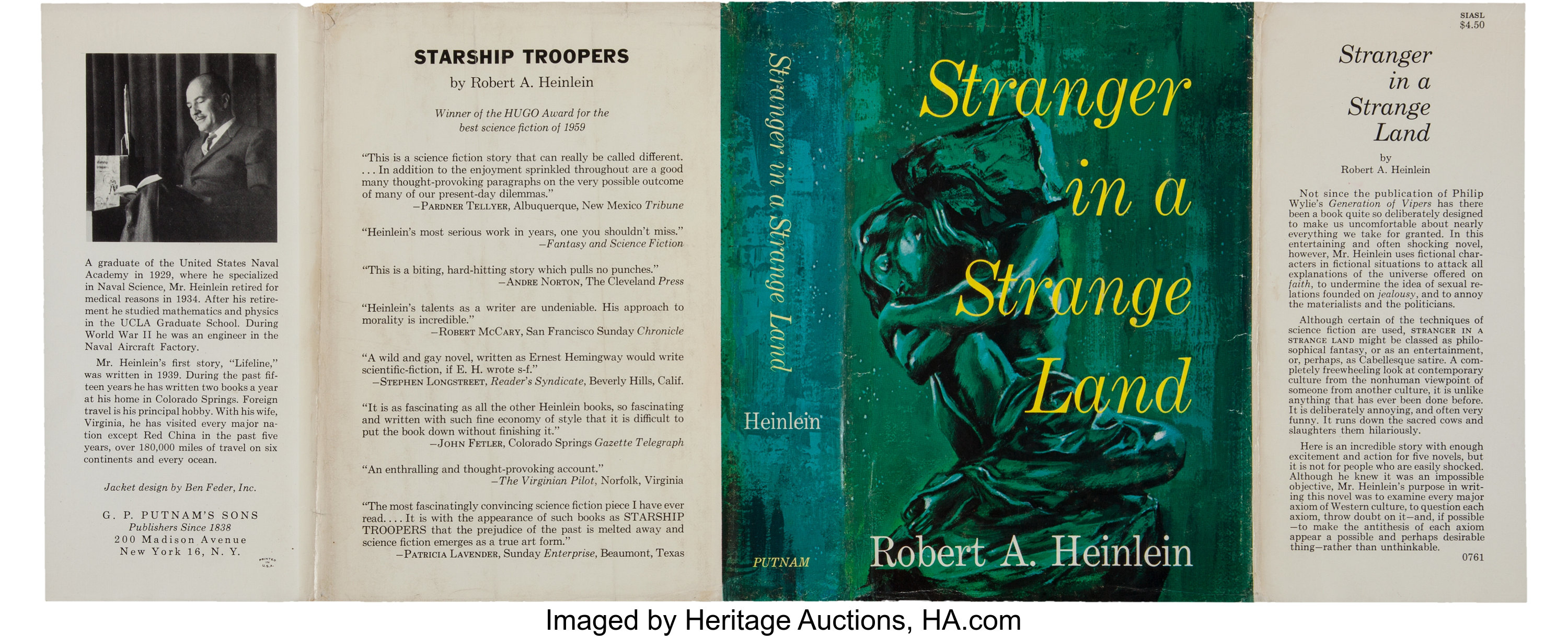
Разворот суперобложки первого издания

Рукопись романа хранится в архиве Калифорнийского университета в Санта-Крузе. В сводном каталоге работ Хайнлайна Дж. Гиффорда, построенном в строго хронологическом порядке, «Чужак в чужой стране» занимает сто двадцать седьмую позицию с индексами G. 127a для издания по авторской рукописи и G. 127b для сокращённого издания 1961 года.
«Чужак в чужой стране» не публиковался в периодических изданиях. Сокращённая версия 1961 года и полный авторский вариант 1991 года выдержали множество изданий на английском языке и продолжают переиздаваться параллельно. Роман переведён на итальянский (1964, 1981, 1996), немецкий (1970, 1991, 2003), французский (1970), нидерландский (1973, 1994), португальский (1975, 1989, 2017), турецкий (2003), украинский (2016) языки. На русском языке в 1992—1994 годах вышло сразу пять вариантов перевода, из которых только в версии С. Миролюбова название содержало библейскую интенцию и одновременный намёк на происхождение главного героя: «Пришелец в земле чужой». Наиболее издаваемыми переводами являются версии В. Ковалевского и Н. Штуцер («Чужак в чужой стране»); многократно воспроизводился перевод М. Пчелинцева, впервые изданный в 2002 году. В 2017 году этот перевод был дополнен А. Питчер по авторской версии романа.
- Heinlein R. A. Stranger in a Strange Land. — New York : An Ace Book, 1961. — viii, 587 p. — Published by arrangement with G. P. Putnam’s Sons. — ISBN 1-4295-3731-0.
- Heinlein R. A. Stranger in a Strange Land : The original uncut version of the bestselling classic. — New York : An Ace Book, 1991. — 525 p. — ISBN 0441788386.
- Роберт Хайнлайн. Чужак в чужой стране (роман) // Собрание сочинений / перевод А. Аграновича, В. Чернышенко, [под редакцией Д. Громова и О. Ладыженского]. — Харьков : Око, 1992. — Т. 1. — С. 5—410. — 576 с. — (Библиотека фантастики). — ISBN 5-7098-0010-4. — ISBN 5-7098-0029-5.
- Роберт Хайнлайн. Чужак в чужой стране (роман) : Лауреаты «Хьюго» 1962 / перевод Н. Коптюг. — М. : Глаголъ, 1992. — 458 с. — (Библиотека фантастики «Атлас»). — Предисловие Вл. Гакова  Фантастический год — 1962-й, с. 3—14. — 100 000 экз. — ISBN 5-7312-0010-6.
- Роберт Хайнлайн. Чужой в стране чужих (роман) / перевод С. Монахова, А. Молокина. — Нижний Новгород : Флокс, 1992. — 448 с. — (Библиотека зарубежной фантастики). — 100 000 экз. — ISBN 5-87198-030-9.
- Роберт Хайнлайн. Чужой в чужой земле (роман) / перевод А. Медвинского. — Киев : Зовнішторгвидав України, 1993. — 480 с. — (VEGA). — 150 000 экз. — ISBN 5-85025-088-3.
- Роберт Хайнлайн. Пришелец в земле чужой (роман) / перевод С. Миролюбова. — СПб. : Северо-Запад, 1993. — 441 с. — (Science Fiction (зарубежные авторы)). — 50 000 экз. — ISBN 5-8352-0204-0.
- Хайнлайн Р. Чужак в чужой стране / Пер. с англ. В. Ковалевского, Н. Штуцер. — Рига : Полярис, 1994. — 623 с. — (Миры Роберта Хайнлайна. Кн. 10). — 30 000 экз. — ISBN 5-88132-037-9.
- Хайнлайн Р. Чужак в стране чужой: фантаст. роман / Пер. с англ. М. Пчелинцева, прим. А. Ермолаева; илл. Я. Ашмариной. — Москва—Санкт-Петербург : Эксмо; Terra Fantastica, 2007. — 640 с. — (Отцы-основатели. Весь Хайнлайн). — Перевод сокращённой версии. — 6100 + 3100 экз. — ISBN 978-5-699-20727-5. — ISBN 5-7921-0733-2.
- Хайнлайн Р. Э. Чужак в стране чужой: роман / Пер. с англ., прим. М. Пчелинцева, А. Питчер; Предисловие В. Хайнлайн. — М. : Иностранка; Азбука-Аттикус, 2018. — 704 с. — (Большой роман). — Перевод расширенной версии. — 2000 экз. — ISBN 978-5-389-13571-0.
- Хайнлайн Р. Ворчание из могилы / Под ред. Вирджинии Хайнлайн; Пер. с англ. С. В. Голда. — М. : Эксмо, 2021. — 480 с. — ISBN 978-5-04-122890-3.

### Комментарии
1. ↑  В оригинале неологизм «Cabellesque», образованный по
созвучию с «бурлеском» из фамилии писателя Джеймса Брэнча Кейбелла[22].
2. ↑  В Библии короля Якова: «And she [Zippo’rah] bare him a son, and he called his name Gershom: for he said, I have been a stranger in a strange land». То же в Синодальном переводе: «Она (Сепфора) [зачала и] родила сына, и [Моисей] нарёк ему имя: Гирсам, потому что, говорил он, я стал пришельцем в чужой земле» (Исх. 2:22).
3. ↑  «…Название, изначально зарезервированное в „Истории Будущего“ за романом об установлении теократии в Америке <…> В том, что прожжённого интригана и тирана Неемию Скаддера в качестве главного героя сменил практически ангел Майкл Смит, есть изрядная доля самоиронии автора»[26].
4. ↑  Аллюзия на Мф. 10:29, обыгранная в конце главы 36[26].
5. ↑  Премия вручалась на втором научно-фантастическом «Чиконе», проводимом в Чикаго в 1962 году. Ретроспективно Дж. Уолтон заявила, что роман оказался прорывным для преодоления границы фэндома, сделался культовым в контркультурных кругах и стал обоснованием моды на полиаморию. Парадоксом на этом фоне стал более чем сдержанный приём у критиков и писателей-профессионалов[27].
6. ↑  В немецком справочнике по научной фантастике 1982 года тираж указывался как семимиллионный[78].
7. ↑  Исследователь Джеймс Гиффорд утверждал, что было бы «несправедливо и неверно» связывать убийства, совершённые «семьёй» Мэнсона с романом Хайнлайна. Тем не менее, определённое воздействие на его группу «Чужак…», несомненно, оказывал. На ранчо, где был арестован Чарльз Мэнсон, имелся экземпляр «Чужака в чужой стране», одна из его последовательниц переписывалась с Хайнлайном уже после ареста, старшего ребёнка Мэнсона, появившегося на свет в 1968 году, назвали Валентайном Майклом. В книге интервью Мэнсона содержится несколько сентенций, почти дословно совпадающих с романом Хайлайна. Роберт и Вирджиния Хайнлайны категорически отмежёвывались от любых связей между ними и бандой убийц, как, впрочем, «ни один разумный человек не может интерпретировать роман как подстрекательство к совершению таких ужасных преступлений». Гроканье, «гнёзда» и совместное распитие воды стали общими ритуалами в контркультурной среде, и появление их в жизни группы Мэнсона и случайно, и закономерно[90].

### Справочные издания
- Allen L. D. Stranger in a Strange Land, Robert A. Heinlein (1961) // Science Fiction Reader's Guide. — Lincoln, Nebraska : Centennial Press, 1974. — P. 138—165. — 299 p. — ISBN 0-8220-1611-7.
- Clute, John; Nicholls, Peter. The Encyclopedia of Science Fiction. — New York: St. Martin’s Press, 1995. — С. 1386. — ISBN 0-312134-86-X.
- Jakubowski, Maxim[англ.]; Edwards, Malcolm. The Complete Book of Science Fiction and Fantasy Lists (англ.). — St Albans, Herts, UK: Granada Publishing Ltd.[англ.], 1983. — P. 350. — ISBN 0-586-05678-5.
- Nicholls, Peter. The Encyclopedia of Science Fiction. — St Albans, Herts, UK: Granada Publishing Ltd.[англ.], 1979. — С. 672. — ISBN 0-586-05380-8.
- Reclams Science-fiction-Führer :  [нем.] / Herausgegeben von Hans Joachim Alpers, Werner Fuchs und Ronald M. Hahn. — Stuttgart : Philipp Reclam jun., 1982. — 504 S. — ISBN 3-15-010312-6.
- Pringle, David[англ.]. The Ultimate Guide to Science Fiction (неопр.). — London: Grafton Books Ltd., 1990. — С. 407. — ISBN 0-246-13635-9.
- Tuck, Donald H.[англ.]. The Encyclopedia of Science Fiction and Fantasy (англ.). — Chicago: Advent Publishers, 1974. — P. 136. — ISBN 0-911682-20-1.

### Диссертации
- Akçeşme İfakat Banu. Comparative discourse analyses of gender constructions in the novels of Robert Heinlein, Ursula Le Guin, Joanna Russ and Samuel Delany : Ph.D. Thesis, English Literature :  [англ.]. — Ankara : Middle East Technical University, 2010. — xiii, 345 p.
- Usher R. L. Jungian archetypes in the work of Robert A. Heinlein : Thesis submitted for the Degree of Doctor of Philosophy. — University of Hull, 1992. — 608 p.

### Монографии и статьи
- Clareson T. D., Sanders J. The Heritage of Heinlein : a Critical Reading of the Fiction / Foreword by Frederik Pohl. — Jefferson, North Carolina : McFarland & Company, Inc., Publishers, 2014. — ix, 221 p. — (Critical explorations in science fiction and fantasy ; 42). — ISBN 978-0-7864-7498-1.
- A companion to science fiction / edited by David Seed. — Malden, MA : Blackwell Publishing Ltd, 2005. — xvi, 612 p. — (Blackwell companions to literature and culture; 34). — ISBN 978-1-4051-1218-5.
- Cusack C. M. Science Fiction as Scripture: Robert A. Heinlein’s Stranger in a Strange Landand the Church of All Worlds :  [англ.] // Literature & Aesthetics. — 2009. — Vol. 19, no. 2 (December). — P. 72—91.
- Franklin H. B. Robert A. Heinlein : America as science fiction. — New York : Oxford University Press, 1980. — 225 p. — ISBN 0-19-502747-7.
- Gifford J. Robert A. Heinlein: A Reader's Companion. — Sacramento : Nitrosyncretic Press, 2000. — xxi, 281 p. — ISBN 978-0-9679-8740-8.
- Joy S. Robert Heinlein’s ‘Stranger in a Strange Land’: A Postmodern Study // International Journal of English Literature and Social Sciences. — 2021. — Vol. 6, no. 4. — P. 231—247. — ISSN 2456-7620 ISSN: 2456-7620. — doi:10.22161/ijels.64.36.
- List J. «Call Me a Protestant»: Liberal Christianity, Individualism, and the Messiah in «Stranger in a Strange Land», «Dune», and «Lord of Light» :  [англ.] // Science Fiction Studies. — 2009. — Vol. 36, no. 1 (March). — P. 21—47. — JSTOR 25475206.
- Mendlesohn F.[англ.]. The Pleasant Profession of Robert A. Heinlein. — London : Unbound[англ.], 2019. — 416 p. — ISBN 978-1-78352-680-2.
- Panshin A. Heinlein in Dimension: A Critical Analysis / Introduction by James Blish. — Chicago : Advent Publishers, 1968. — ix, 204 p. — ISBN 911682-01-4.
- Patterson W. H., Thornton A. The Martian named Smith : critical perspectives on Robert A. Heinlein's Stranger in a strange land. — Sacramento, Calif. : Nitrosyncretic Press, 2001. — xi, 209 p. — ISBN 0-9679874-2-3.
- Pielke R. G. Grokking the Stranger // Philosophers look at science fiction / Ed. by Nicholas D. Smith. — Chicago : Nelson-Hall Inc., 1982. — P. 153—163. — xi, 204 p. — ISBN 0-88229-740-6.
- Powell J. The triumph of liberty : a 2,000-year history, told through the lives of freedom's greatest champions. — New York, London, Toronto, Sydney, Singapore : The Free Press, 2000. — xvi, 574 p. — ISBN 0-684-85967-X.
- Robert A. Heinlein / Ed. by Joseph D. Olander, Martin Harry Greenberg. — New York : Taplinger Pub. Co., 1978. — 268 p. — (Writers of the 21st century). — ISBN 0-8008-6801-3.
- Slusser J. E. Robert A. Heinlein: Stranger in His Own Land. — San Bernardino CA : The Borgo Press, 1976. — ii, 57 p. — (Popular writers of today). — ISBN 0-87877-201-4.
- Stover L. Robert A. Heinlein. — Boston : Twayne Publishers, 1987. — [xvii], 147 p. — (Twayne's United States Authors Series). — ISBN 0-8057-7509-9.
- Walton J. An Informal History of the Hugos: A Personal Look Back at the Hugo Awards, 1953—2000. — New York : Tor Books, 2018. — 576 p. — ISBN 978-0-7653-7908-5.
- Паттерсон У. Роберт Э. Хайнлайн в диалоге со своим веком / Пер. А. Речкина. — Минск : Актиния, 2020. — Т. 2: 1948—1988: мужчина, который стал совершенным. — 656 с. — Печатается на правах рукописи. — 30 экз.

### Рецензии
- Bailey K. V. Robert A. Heinlein — Stranger in a Strange Land : The Review of paperback SF :  [англ.] // Paperback Inferno : A British Science Fiction Association magazine. — 1992. — No. 95. — P. 5.
- Bester A. Books :  [англ.] // The Magazine of Fantasy and Science Fiction. — 1961. — Vol. 21, no. 5, № 126 (November). — P. 77—79.
- Blish J. And Another // The Issue at Hand. — Chicago : Advent Publishers Inc., 1973. — P. 68—79. — 158 p. — ISBN 0-911682-09-0.
- Book Review: Stranger in a Strange Land: The Original Uncut. Kirkus Reviews (19 мая 2010). Дата обращения: 30 марта 2025.
- Cotts S. E. The Spectroscope :  [англ.] // Amazing Stories, Fact and Science Fiction. — 1961. — Vol. 35, no. 12 (December). — P. 130—131.
- Gale F. C. Galaxy's Five Star Shelf : [Stranger in a Strange Land by Robert A. Heinlein] :  [англ.] // Galaxy Magazine. — 1962. — Vol. 20, no. 5. — P. 193—194.
- Gillespie B. The Gillespie Report :  [англ.] // SF Commentary. — 1992. — № 71/72 (April). — P. 91.
- Miller P. Sh. The Reference Library :  [англ.] // Analog Science Fiction -> Science Fact. — 1962. — Vol. 68, no. 5 (January). — P. 159—162.
- Nuttall K. Retro Review: Stranger in a Strange Land (англ.). Amazing Stories (24 января 2018). Дата обращения: 30 марта 2025.
- Platt C. Self-Conscious Sex :  [англ.] // New Worlds SF. — 1965. — Vol. 49, no. 155 (October). — P. 124.
- RSC. Golden Minutes (book reviews) :  [англ.] // Yandro. — 1967. — Vol. 15, no. 7, № 173. — P. 29.
- Vonnegut K. Heinlein Gets the Last Word :  [англ.] // The New York Times. — 1990. — 9 December.
- Walters J. Book Review: Stranger in a Strange Land: The Original Uncut Version by Robert A. Heinlein (англ.) (8 марта 2015). Дата обращения: 30 марта 2025.